# Palais de la Bahia
Pour les articles homonymes, voir Bahia (homonymie).
Le palais de la Bahia (قصر الباهية, en arabe, ⵜⴰⴳⴰⴷⵉⵔⵜ ⵏ ⵍⴱⴰⵀⵢⴰ, en berbère, Bāhiya, la belle, la brillante) est un ancien palais du XIXe siècle de huit hectares de style mauresque / islamique, à Marrakech au Maroc. Actuel musée, il est un des chefs-d'œuvre de l'architecture marocaine et de l'art marocain, un des monuments majeurs du patrimoine culturel du pays, et un des principaux lieux de tourisme au Maroc,.
On attribue à l'architecte Si Mohammed El Mekki (1857-1926), élève du capitaine Erckman, chef de la mission française à Marrakech, l'essentiel des travaux.

## Historique

### Vizir Si Moussa
Entre 1866 et 1867 Si Moussa (ou Sī Mūsā), puissant et richissime grand Vizir du Sultan Hassan Ier du Maroc (1836-1894) fait construire la partie nord de ce vaste palais de 8 000 m2, sous forme d'un vaste riad (le plus grand, le plus imposant, et le plus fastueux palais du Maroc de son époque) au sud-est de la médina de Marrakech (centre historique) à proximité des place Jemaa el-Fna, jardin de Ménara, jardins de l'Agdal, Palais El Badi, et Palais royal de Marrakech..., par l’architecte marocain Mohammed al-Makki.

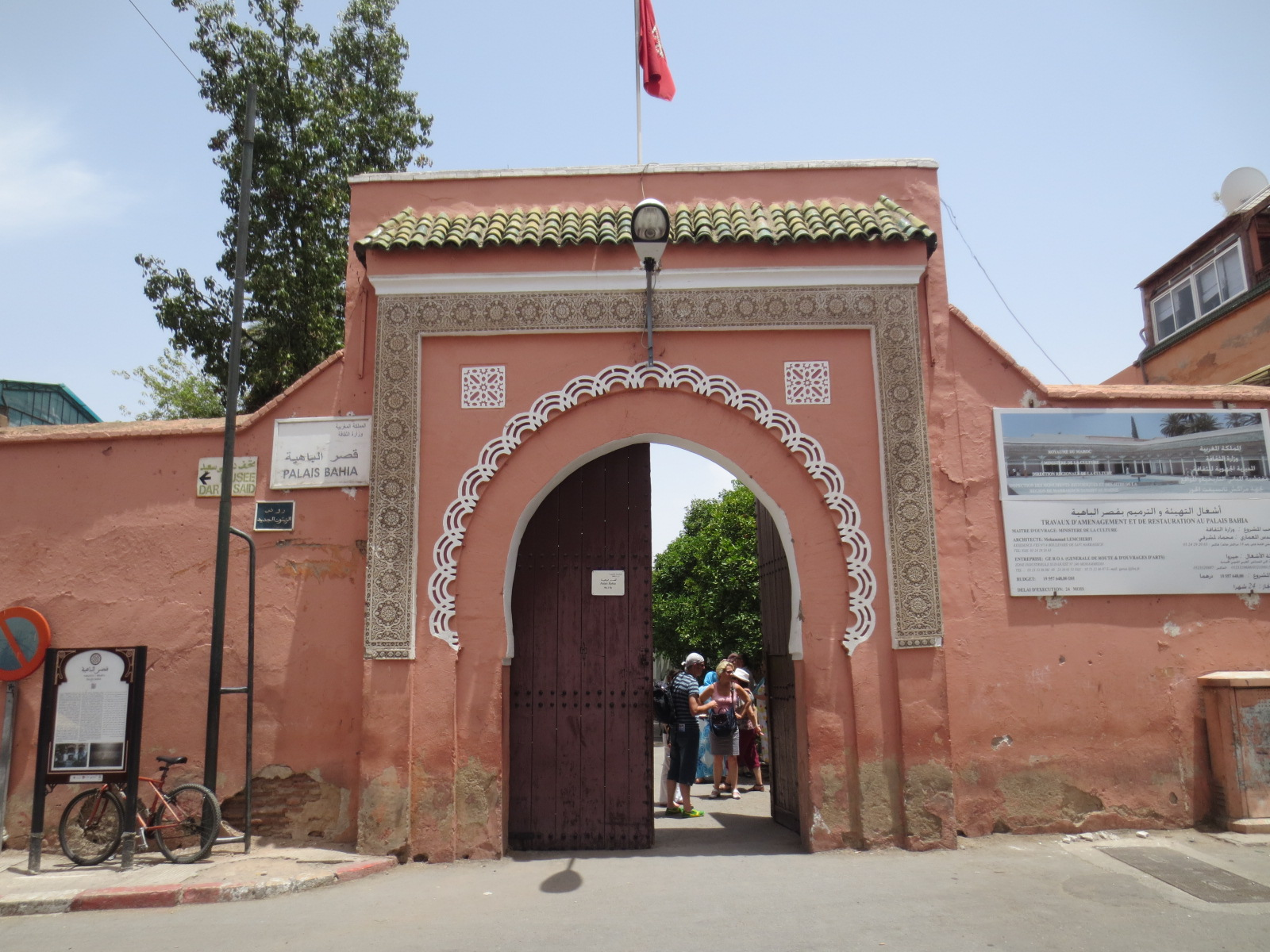
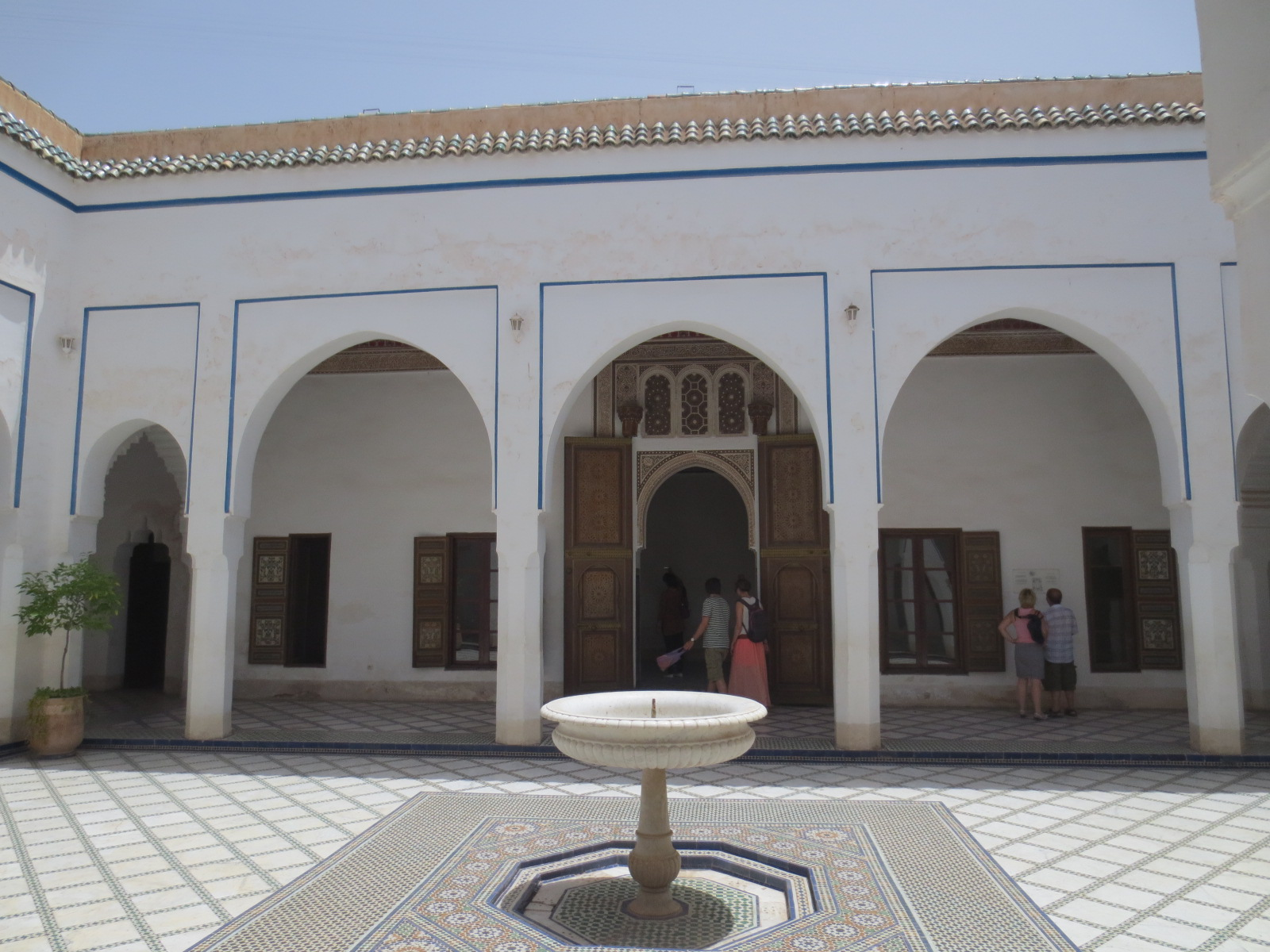
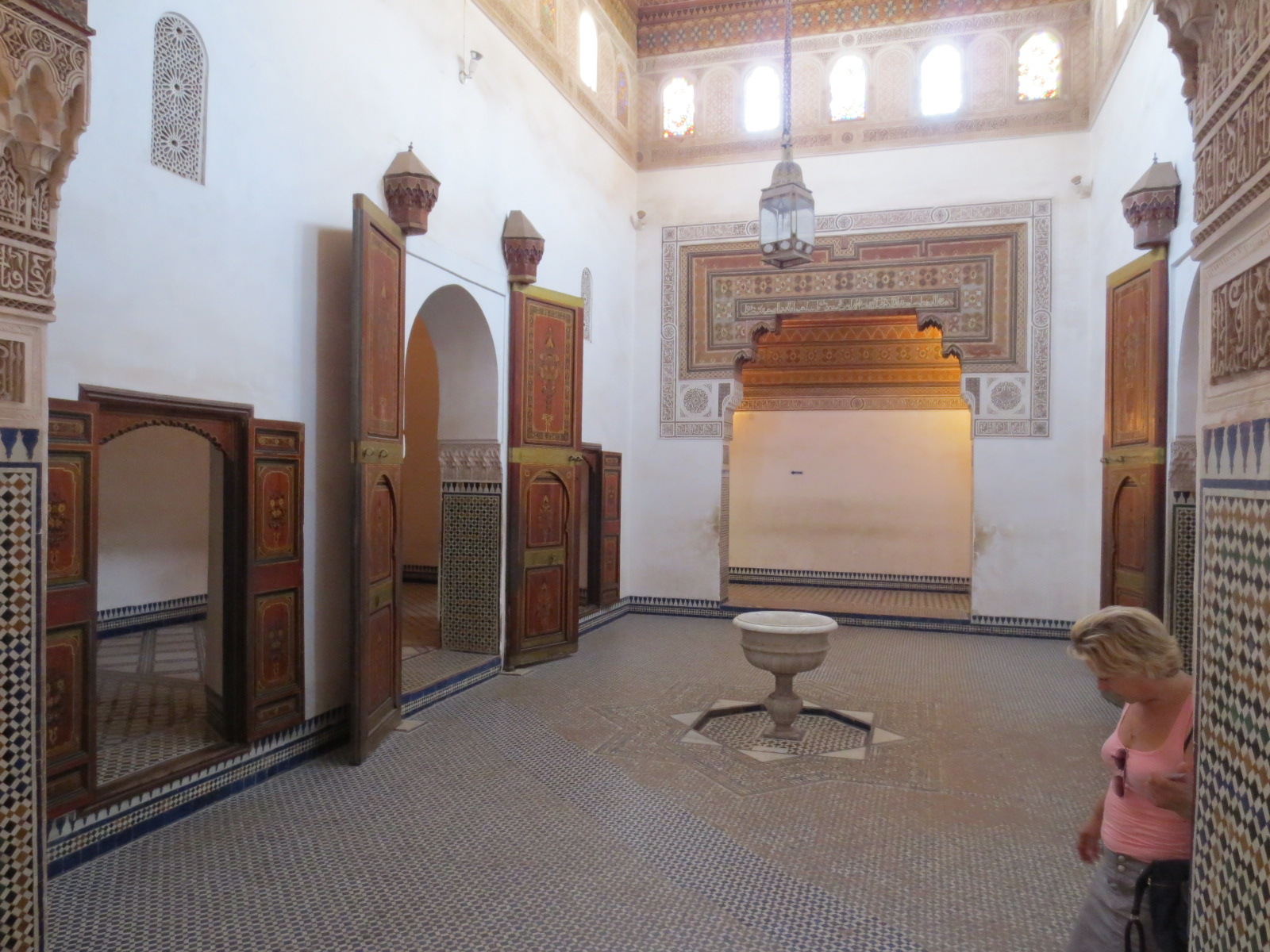
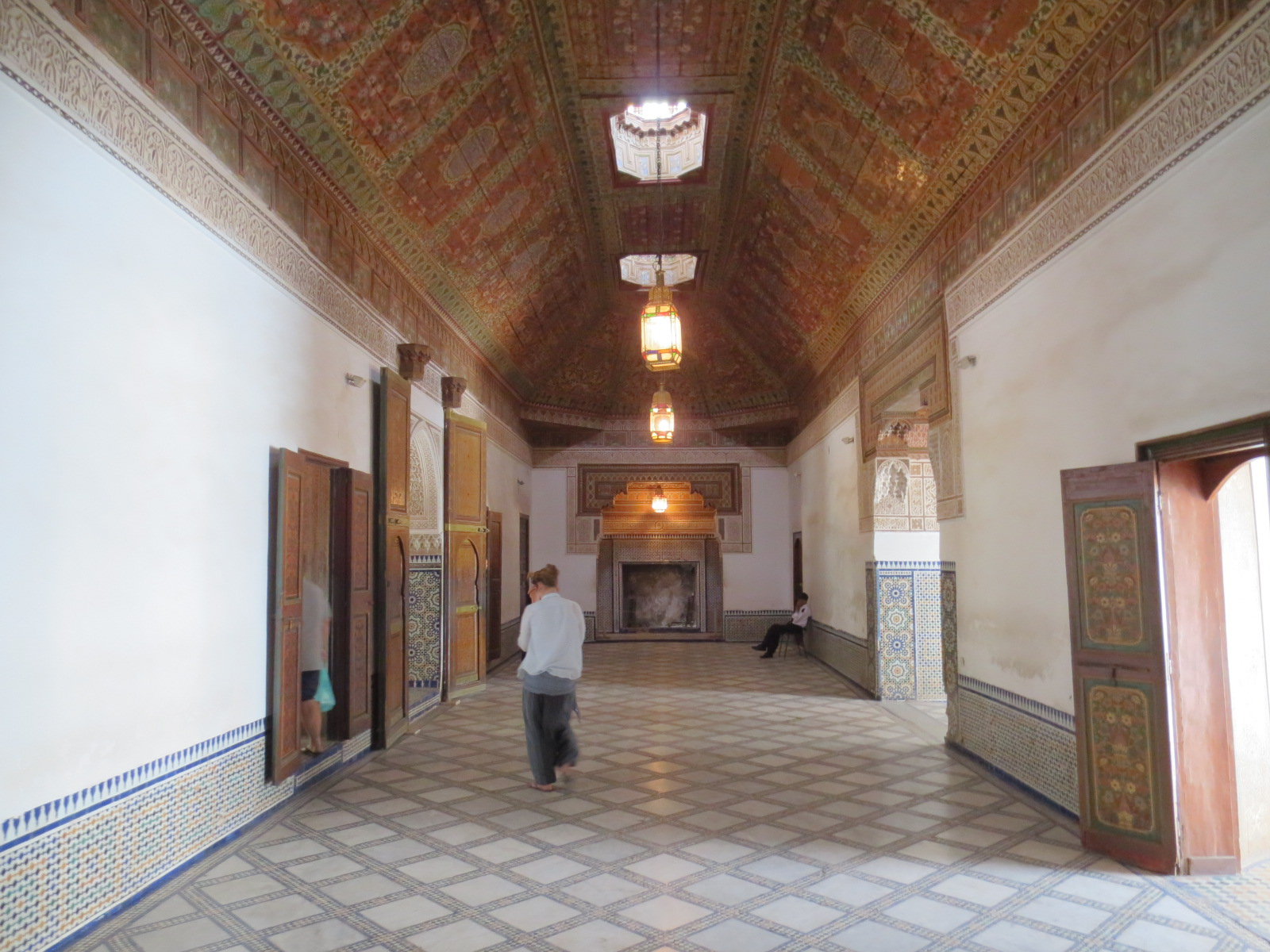

### Vizir Ahmed ben Moussa
Ahmed ben Moussa (1841-1900, fils héritier successeur de Si Mussa au titre de grand Vizir) règne sur le Maroc de 1894 à sa disparition en 1900, en tant que régent du jeune Sultan Abd al-Aziz du Maroc (1878-1943). Durant son règne, Ahmed ben Moussa fait agrandir la partie sud de ce palais officiel, ou il réside avec ses quatre femmes officielles, son harem de 24 concubines, et leurs nombreux enfants. Le palais est baptisé du nom de sa maîtresse favorite, la Bāhiya « la belle, la brillante ». 
Dans son ouvrage Marrakech des origines à 1912, l'historien Gaston Deverdun (1906-1979) note que l’amīn Mohammed Ben Abdelhadi Zniber II aida le chambellan Bahmad à élever et agrandir le Palais de la Bahia pour loger sa famille et ses nombreux serviteurs.

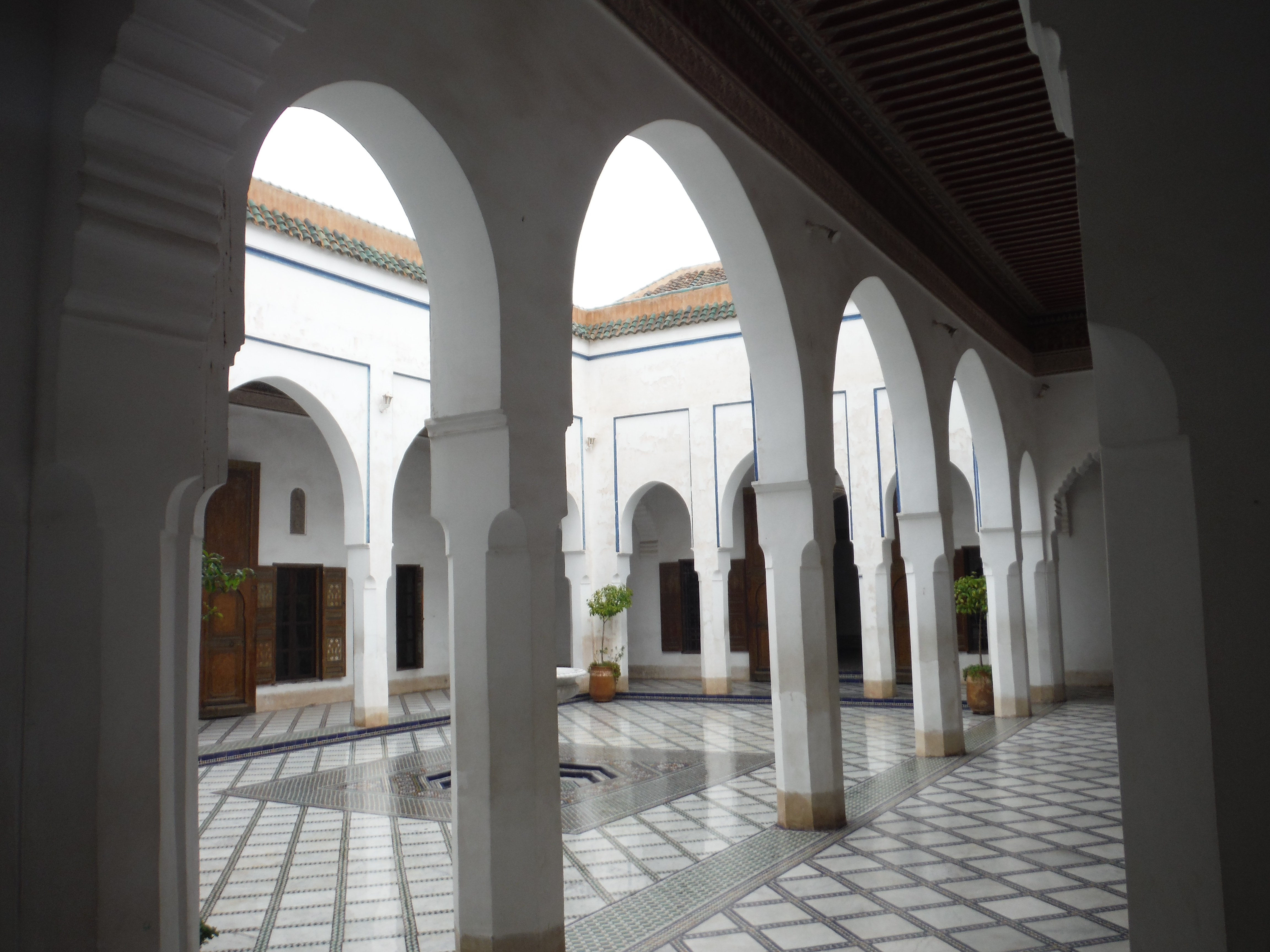
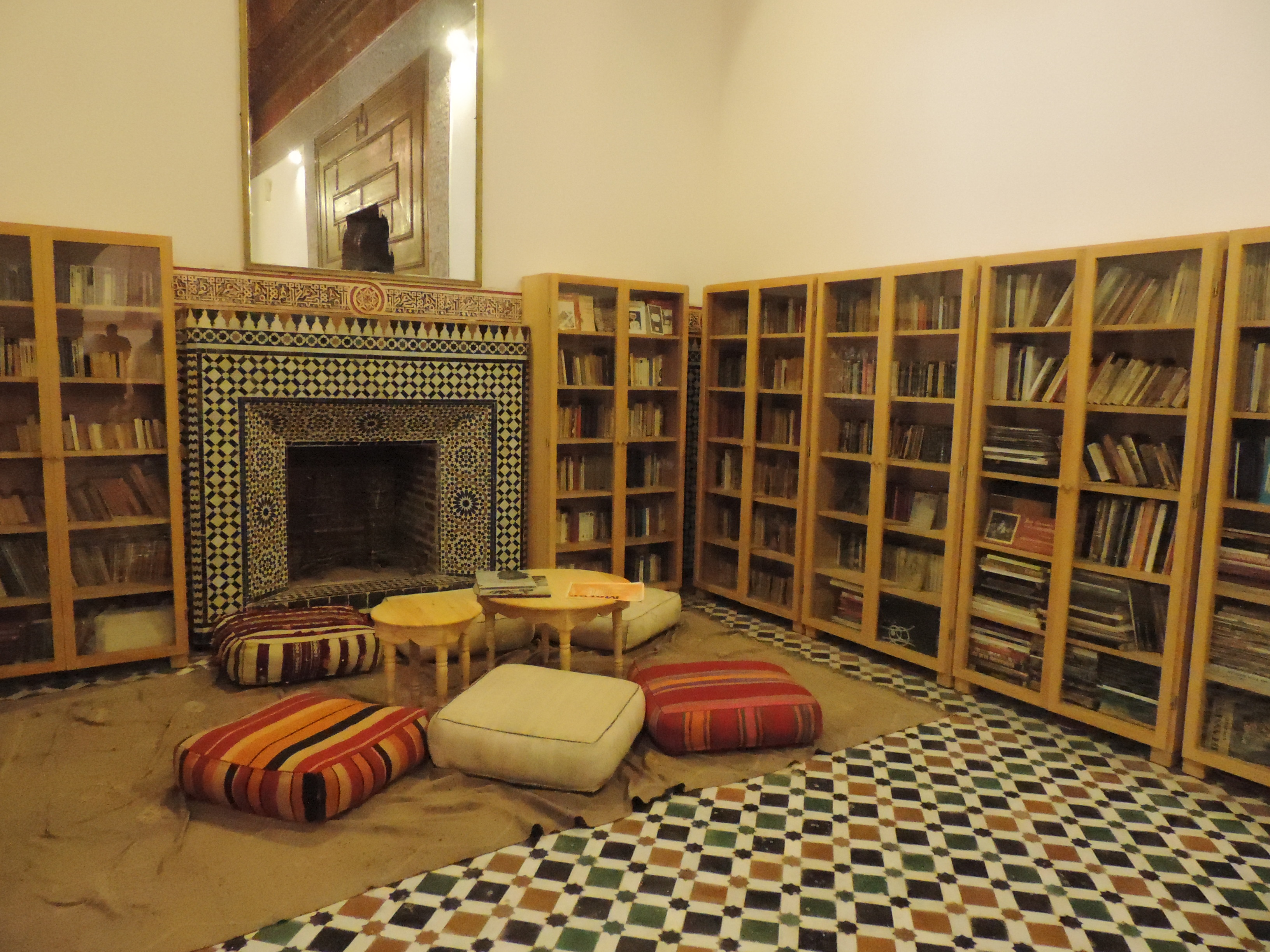
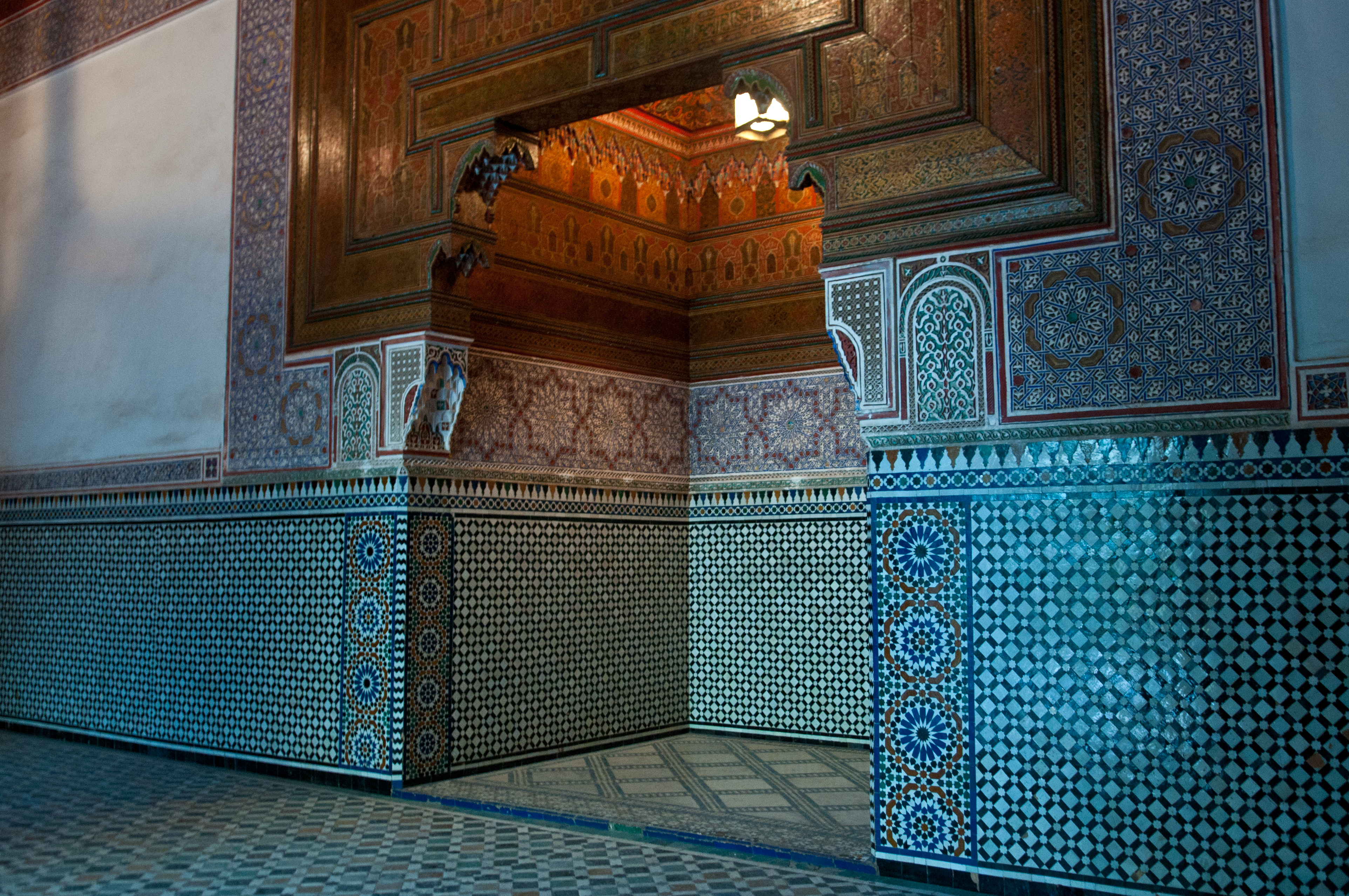

Construit, décoré, et aménagé par les meilleurs savoir-faire des meilleurs artisans du pays de l'époque, avec des successions de nombreuses cours, cours d'honneur de 50 × 30 m, appartements, salons, chambres, enchevêtrés en labyrinthe, avec mosquée, école coranique, harem, hammam, écuries, jardin islamique, jardins andalou-hispano-mauresque, et fontaines, proche des « jardins du Palais de la Bahia » avec immense jardin potager et verger d'oliviers, palmiers, datiers, grenadiers,  pamplemoussiers, citronniers, et orangers...   

Jardins islamiques et patios
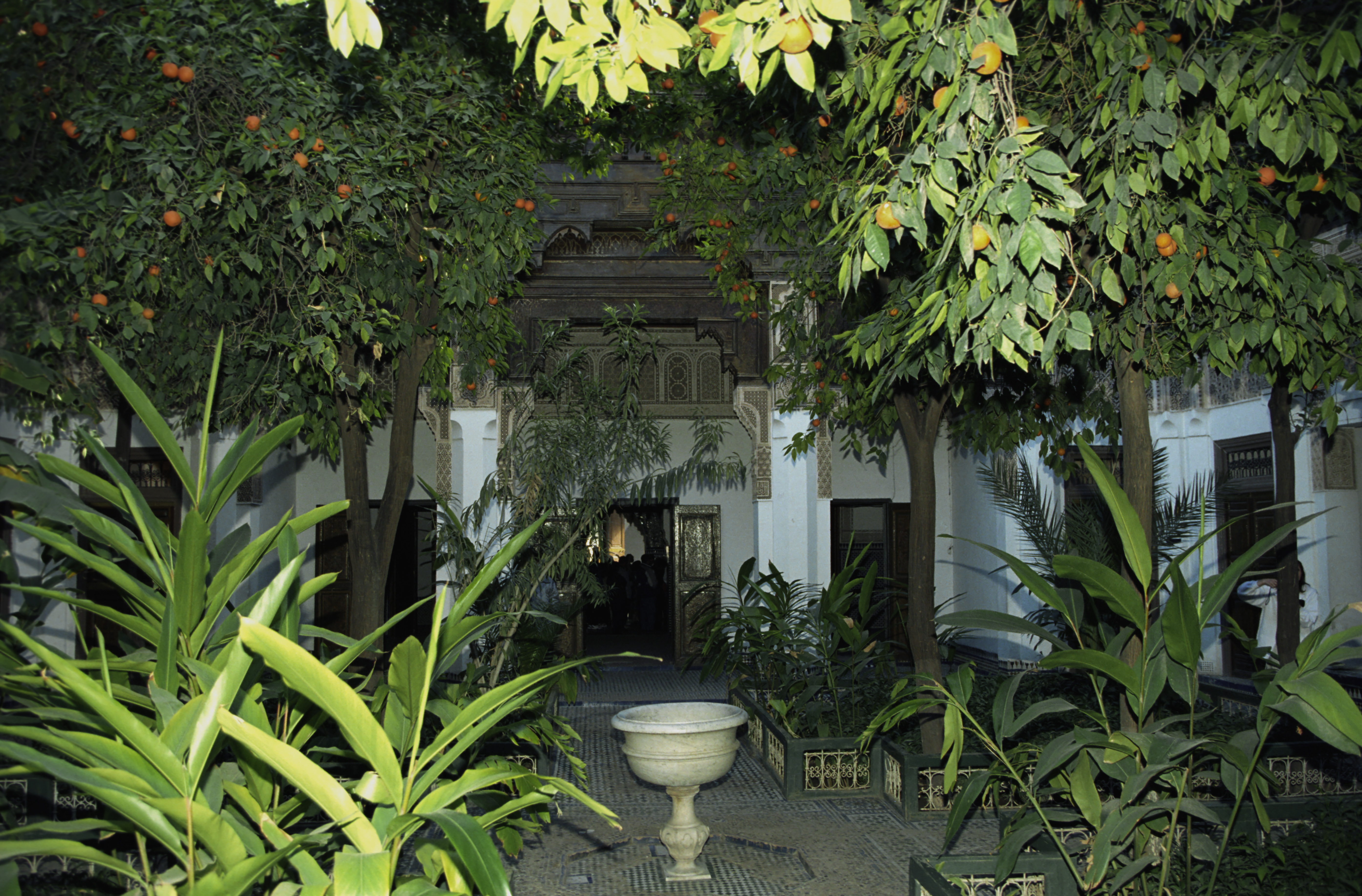
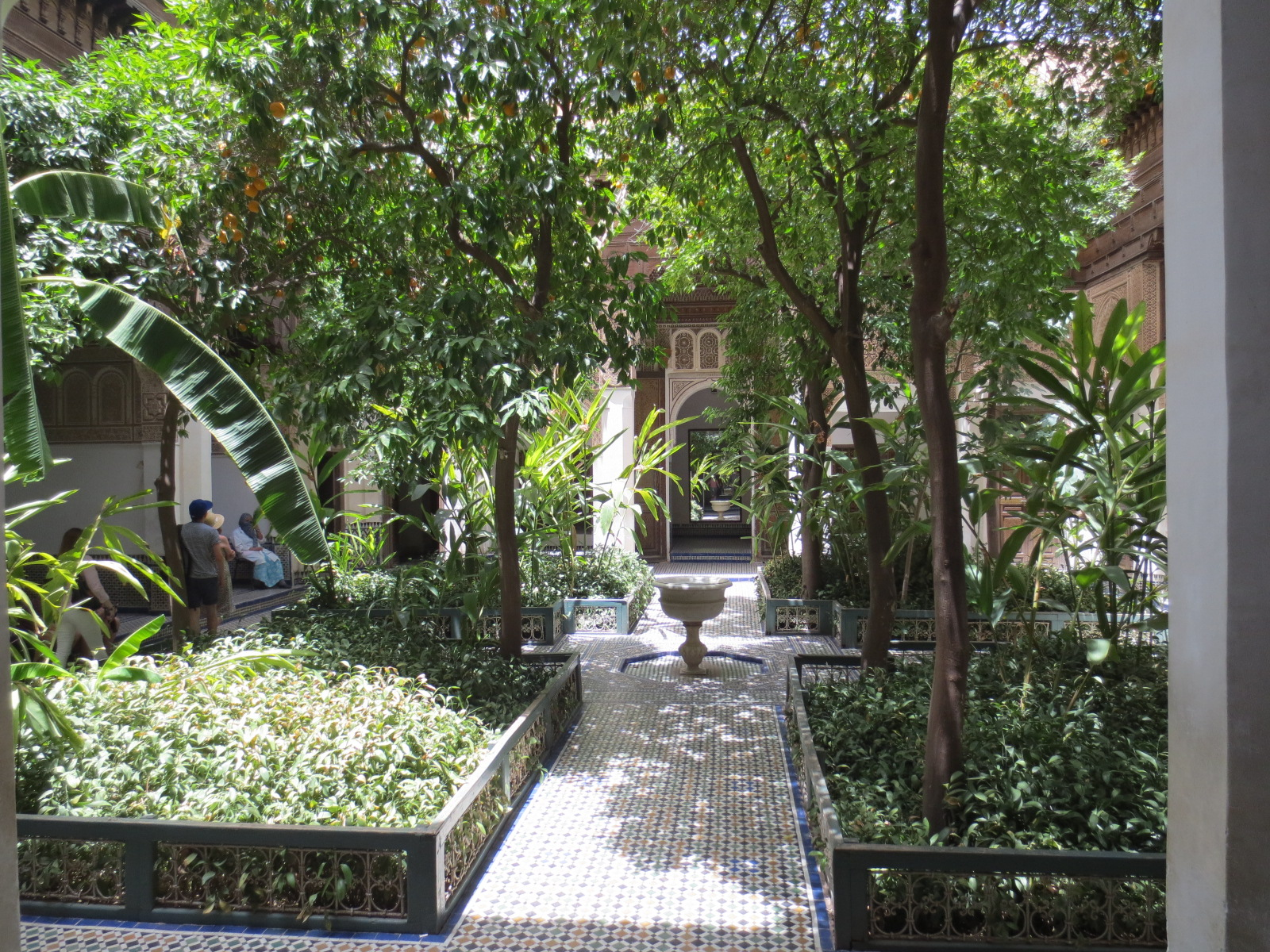
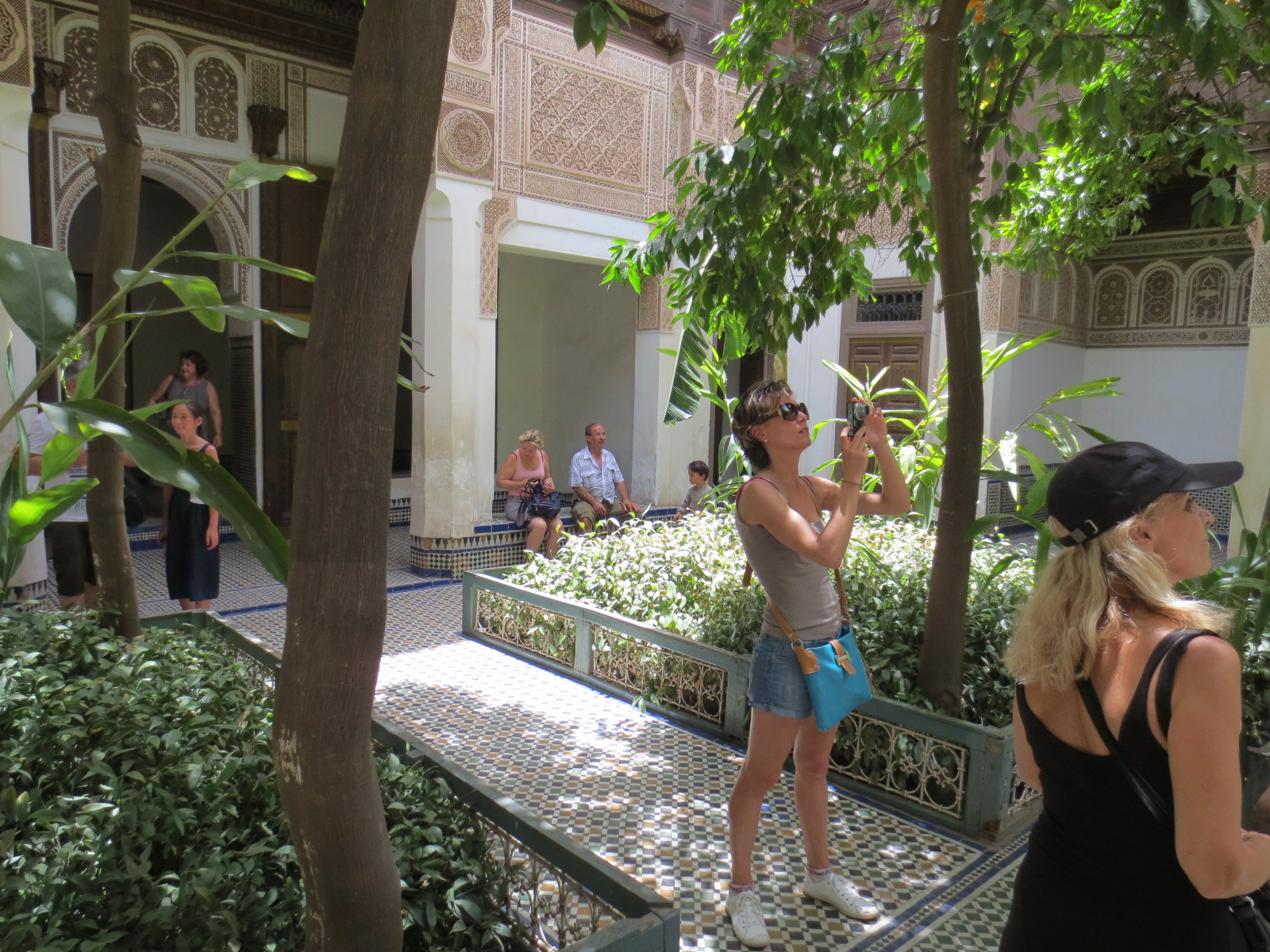
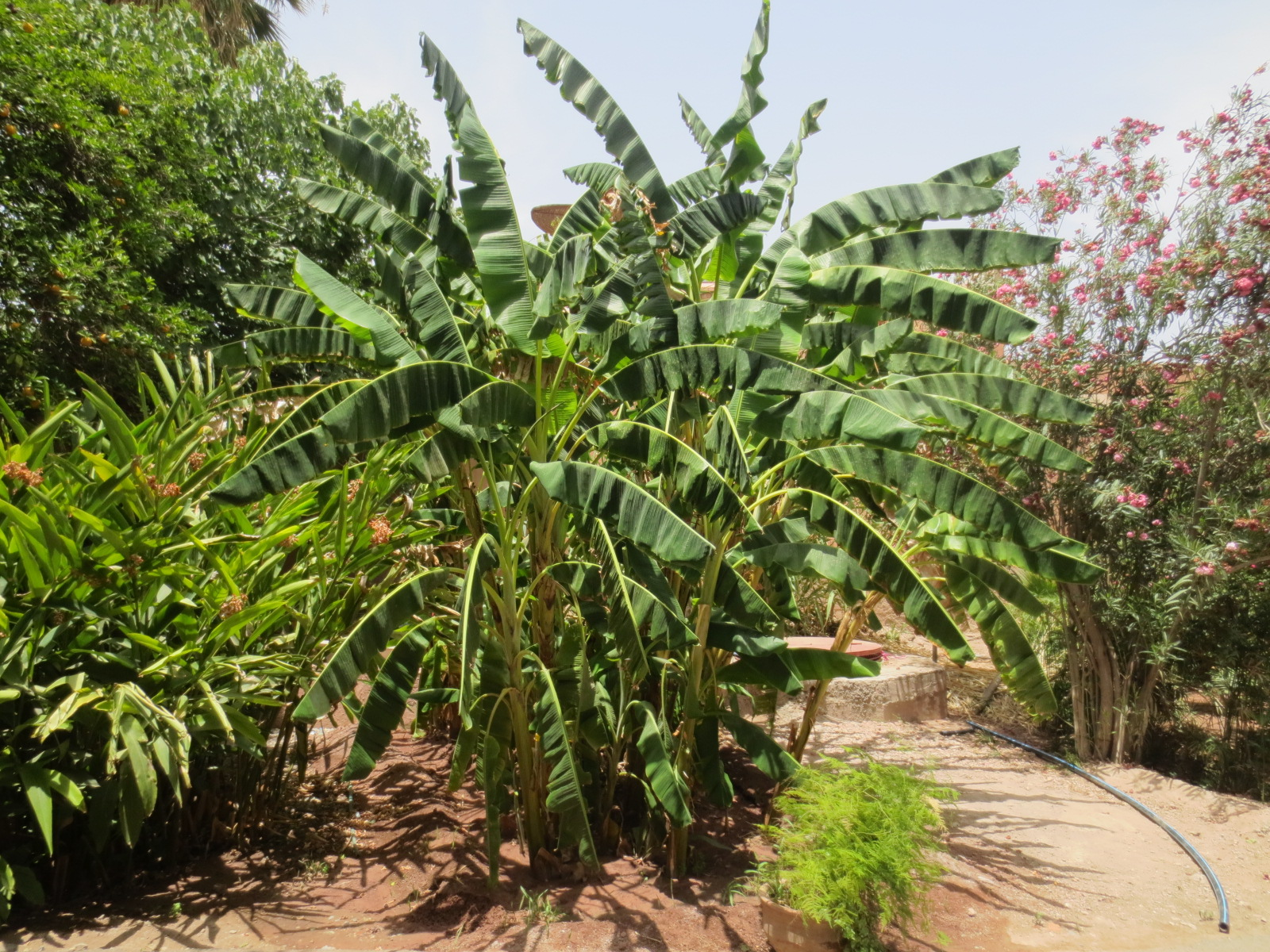
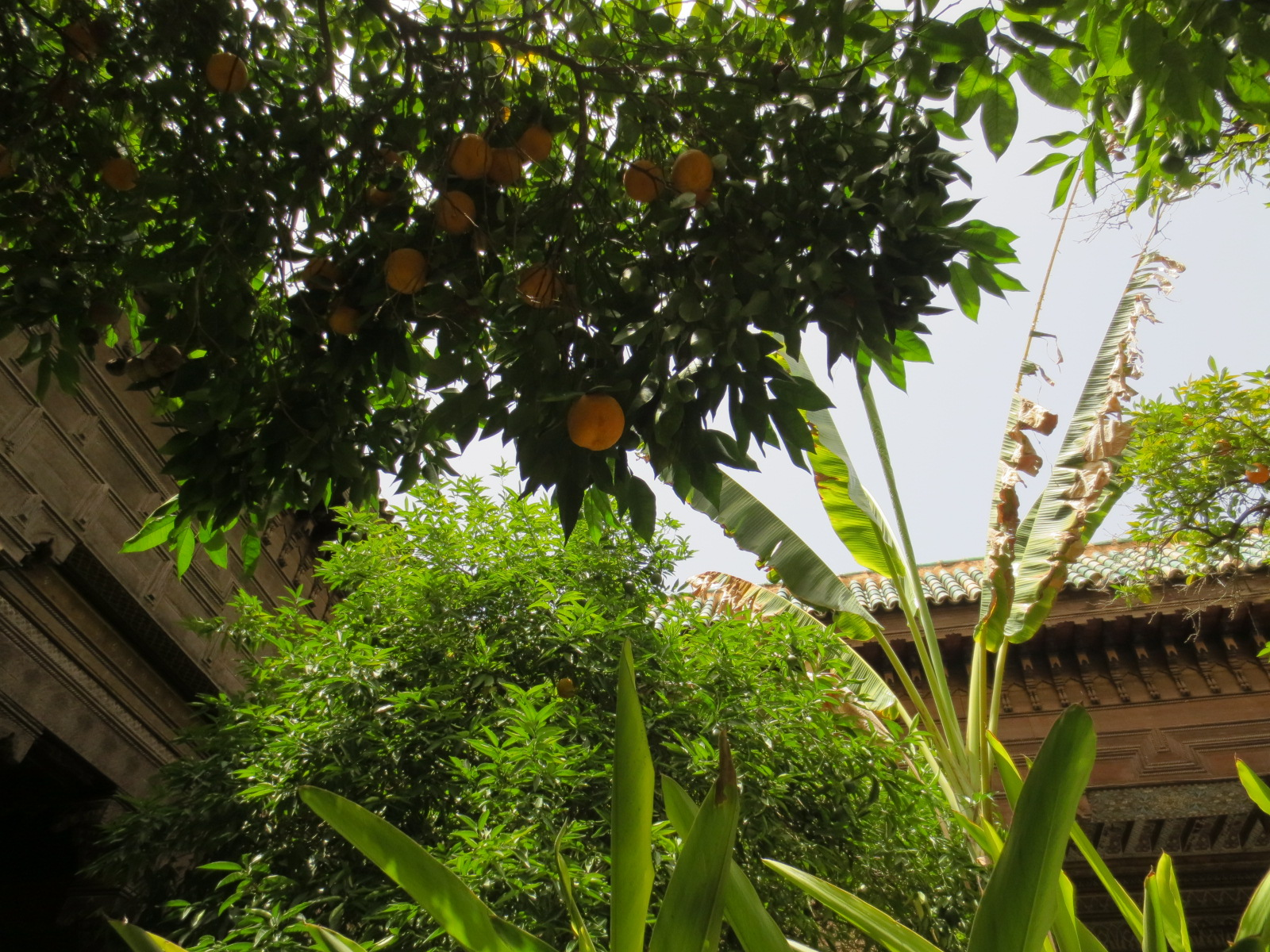

À la disparition du Vizir ben Moussa en 1900, le jeune Sultan Abd al-Aziz du Maroc (1878-1943) commence son règne sur le Maroc et ordonne le pillage du palais. Après l'instauration du protectorat français au Maroc, le général Lyautey, résident général de France au Maroc, en fait son lieu de résidence personnel à partir de 1912, et une résidence d'officiers militaires français. Il y fait installer électricité, chauffage, et cheminées.   
À ce jour, le palais est ouvert au public à titre de musée, ainsi que pour des concerts de musique arabo-andalouse, et pour des expositions d'art. La famille royale du roi du Maroc y séjourne parfois dans une importante partie privée non ouverte au public.

## Description
Le palais est étendu sur près de huit hectares, avec mosquée, mausolée, hammam, harem, écuries... Il est constitué d'une vaste succession d'environ 150 pièces richement décorées de marbre, de moucharabiehs, de sculptures et peintures sur bois de hêtre et de cèdre, de stuc, de zellige, des premiers vitraux du Maghreb, abritées dans des bâtiments hétéroclites, plusieurs fois modifiés au cours du temps, organisés autour de nombreuses cours, patios, jardin islamique et jardins andalou-hispano-mauresque verdoyants, luxuriants, rafraîchissants, plantés d'orangers, de bananiers, de cyprès, d'hibiscus, de jasmins..., irrigués par khettaras... 

Quelques détails d'architecture et d'art décorative
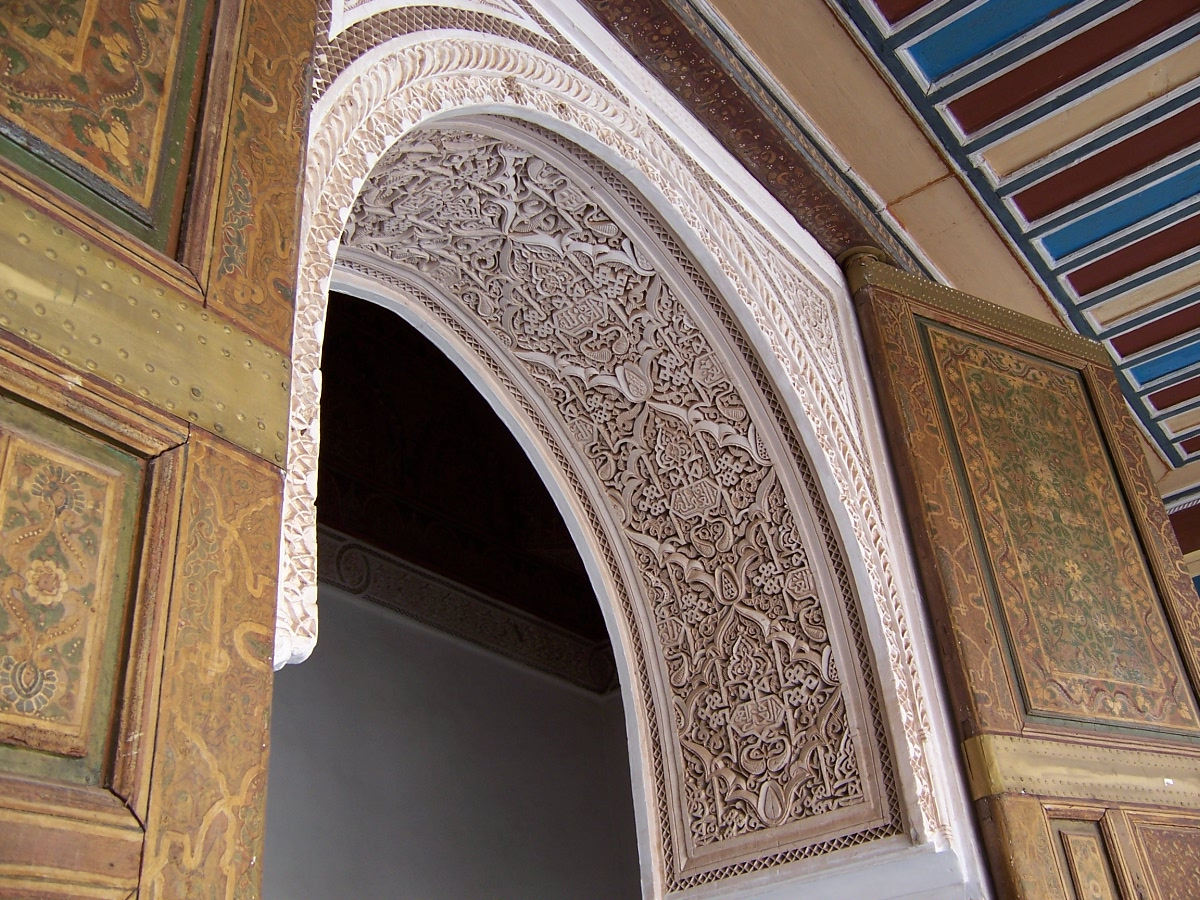
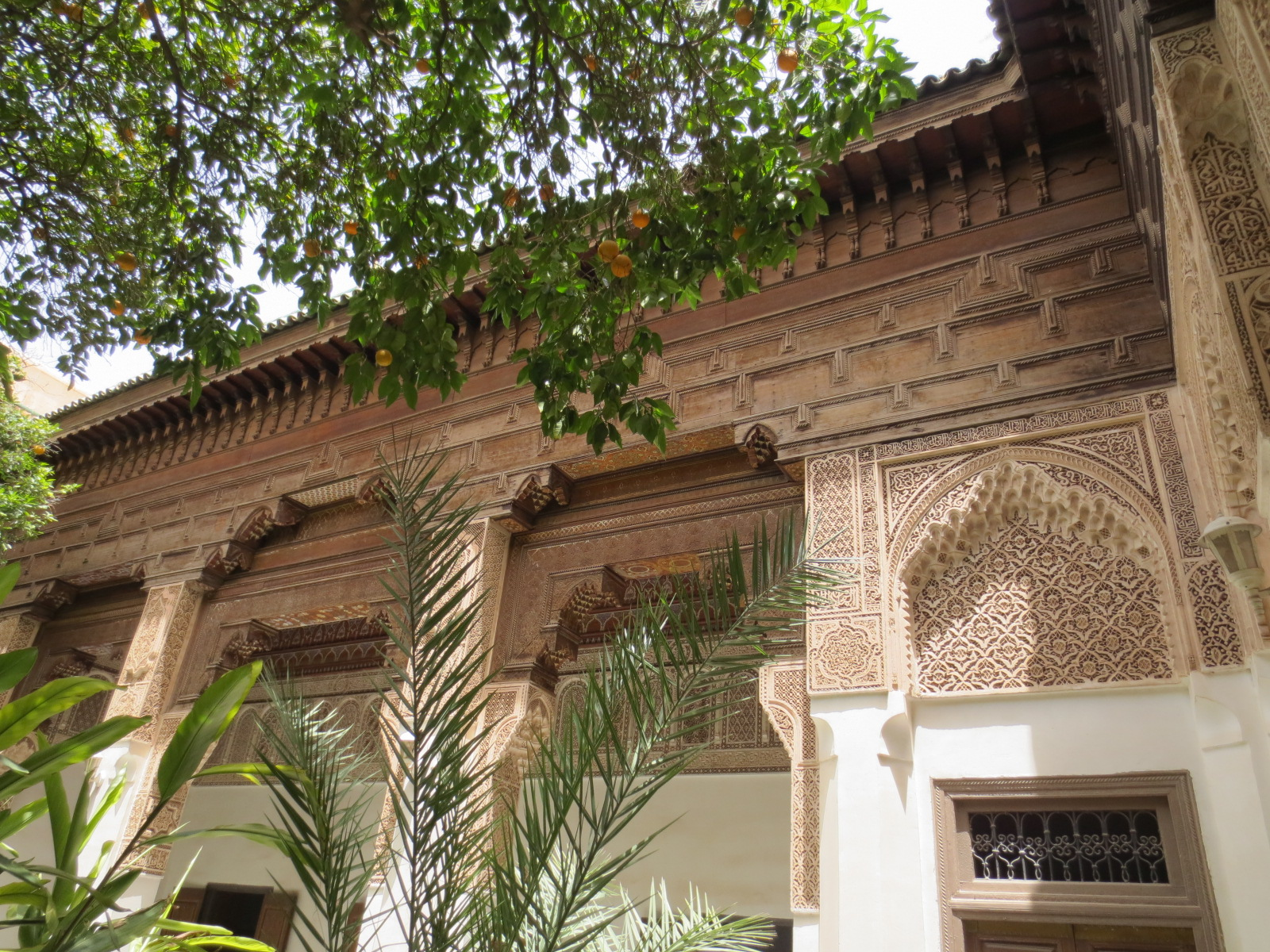
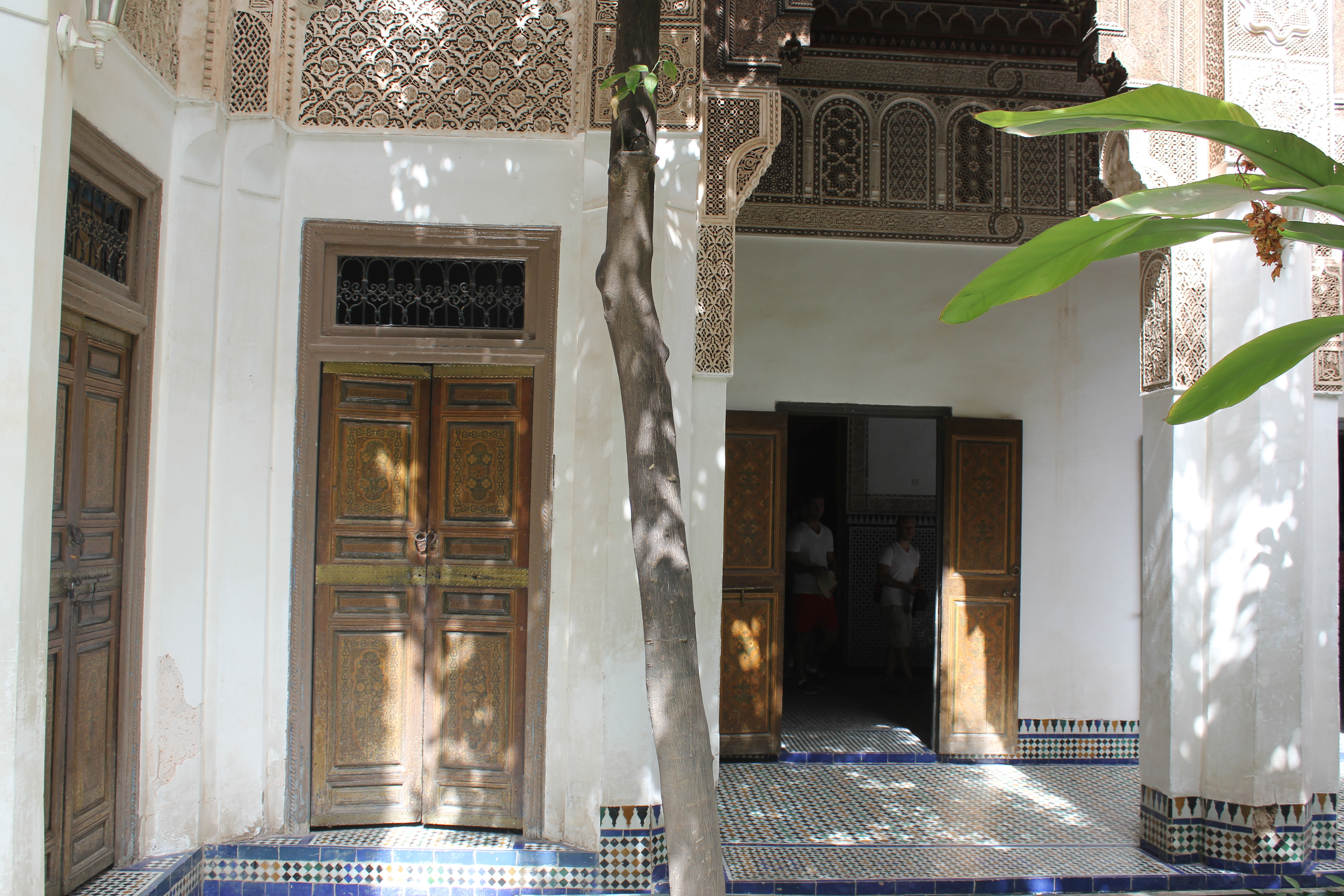
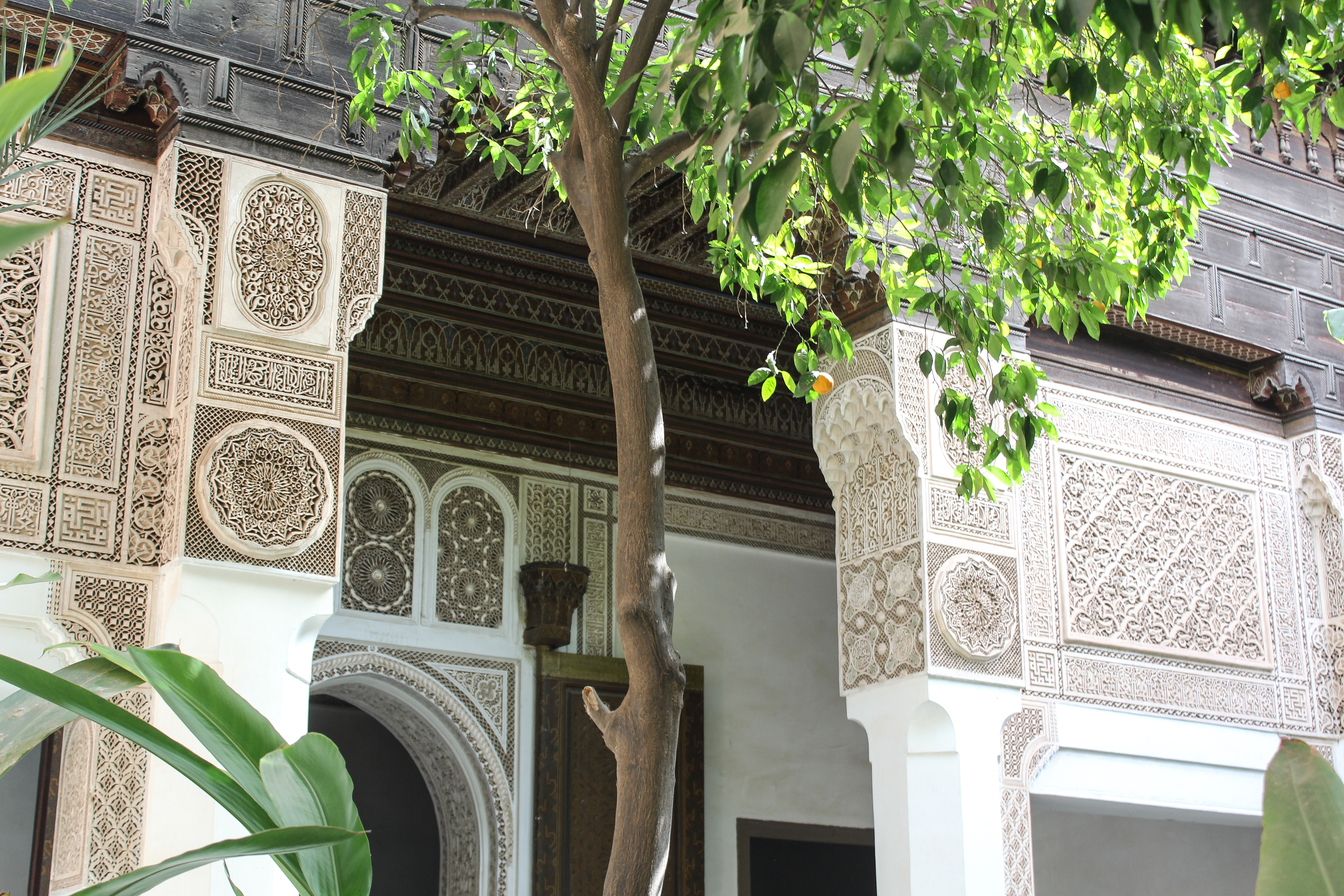
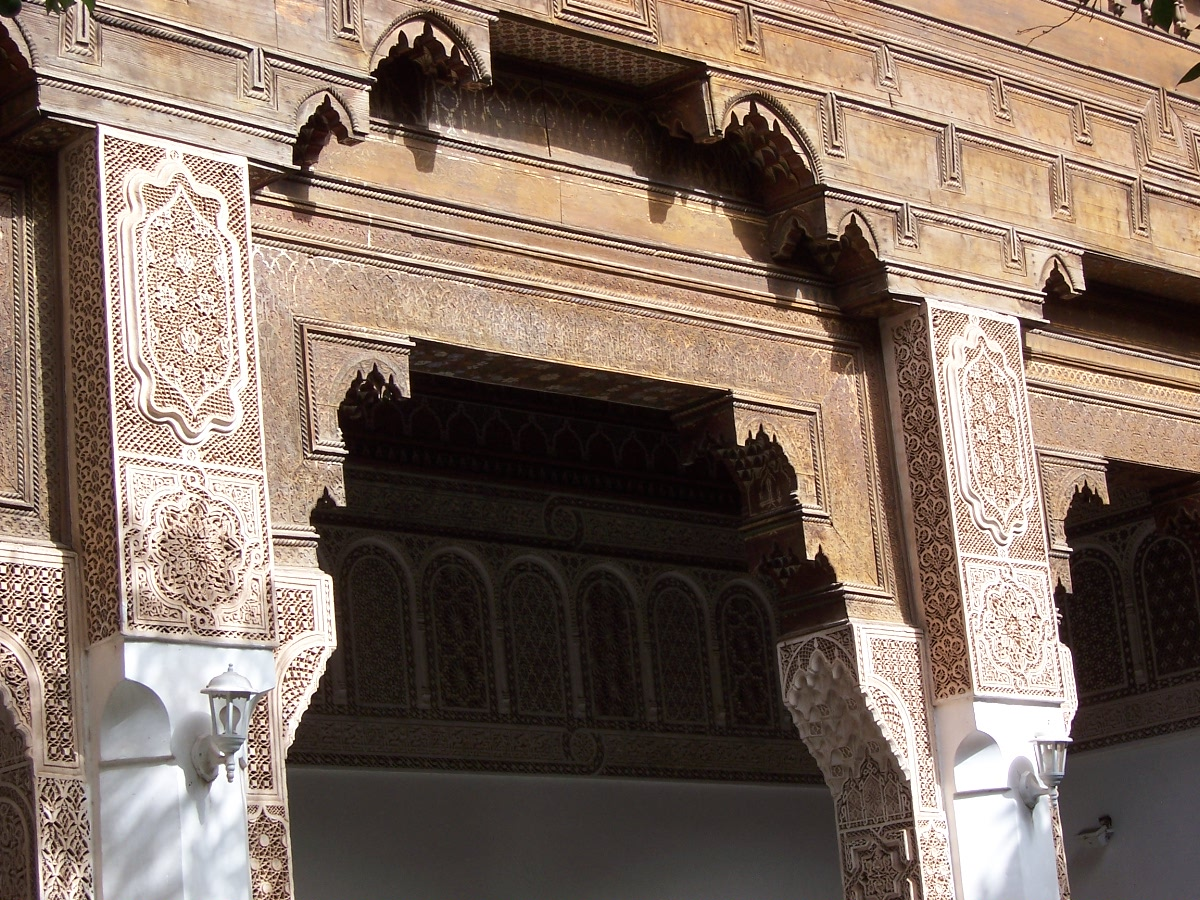
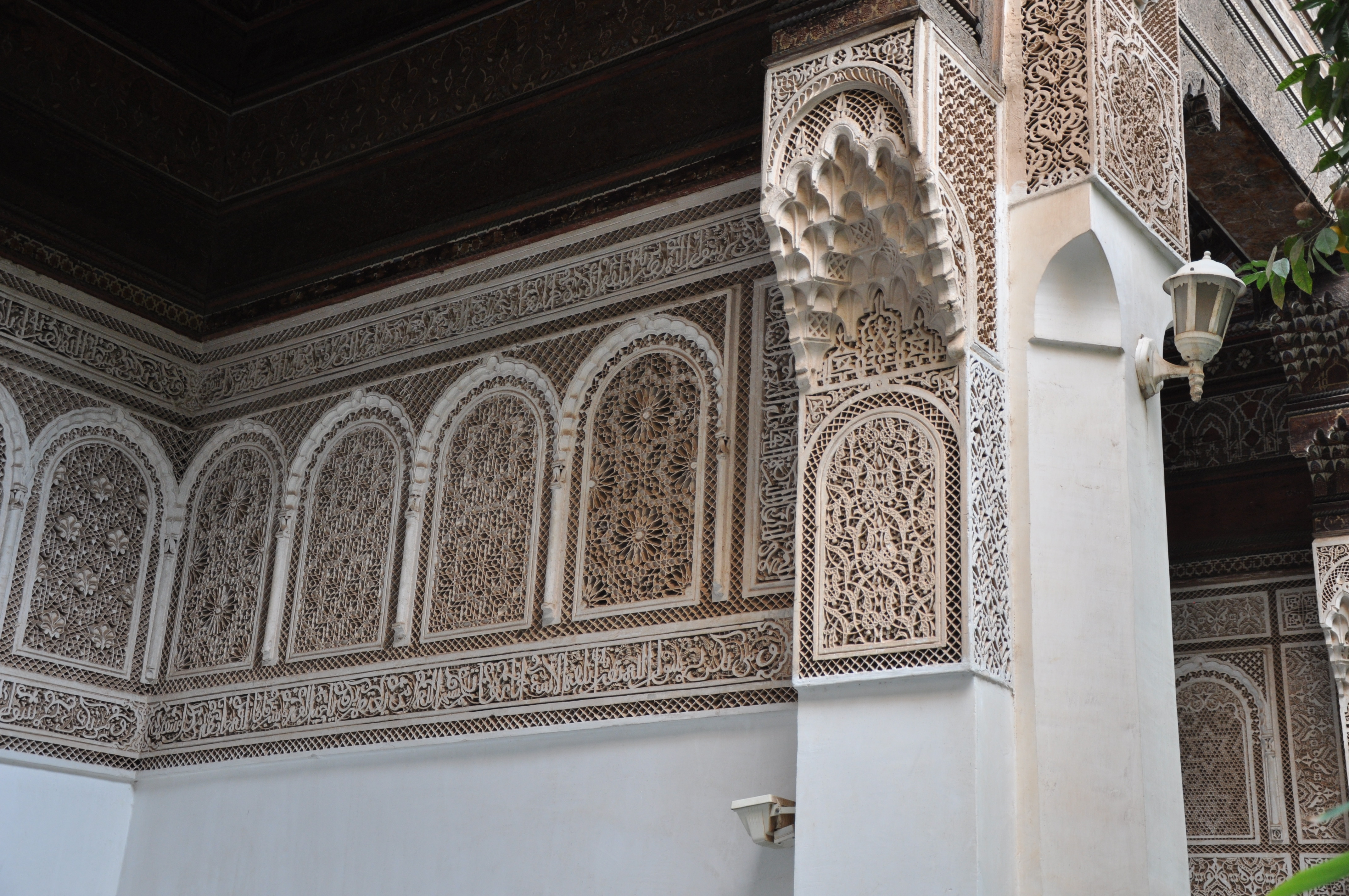
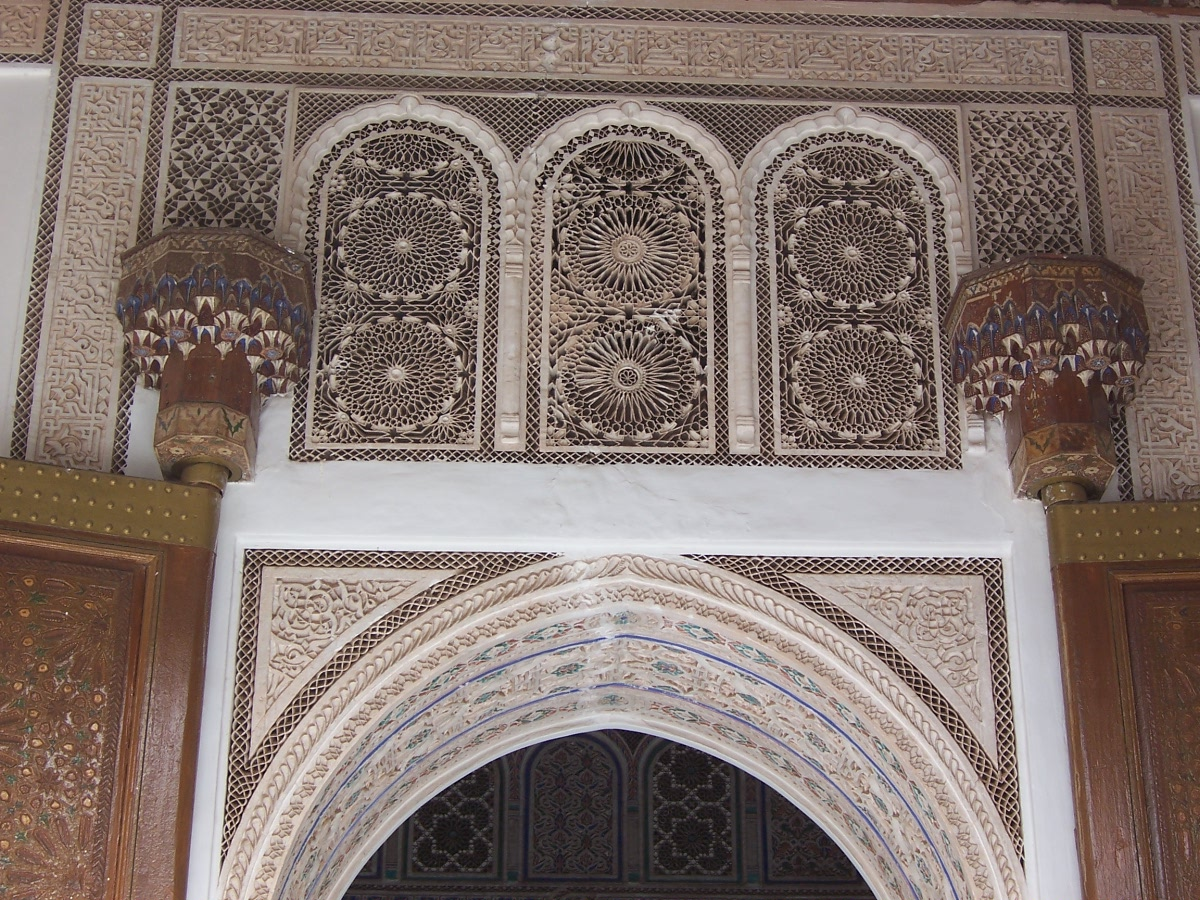

Quelques détails d'art décoratif
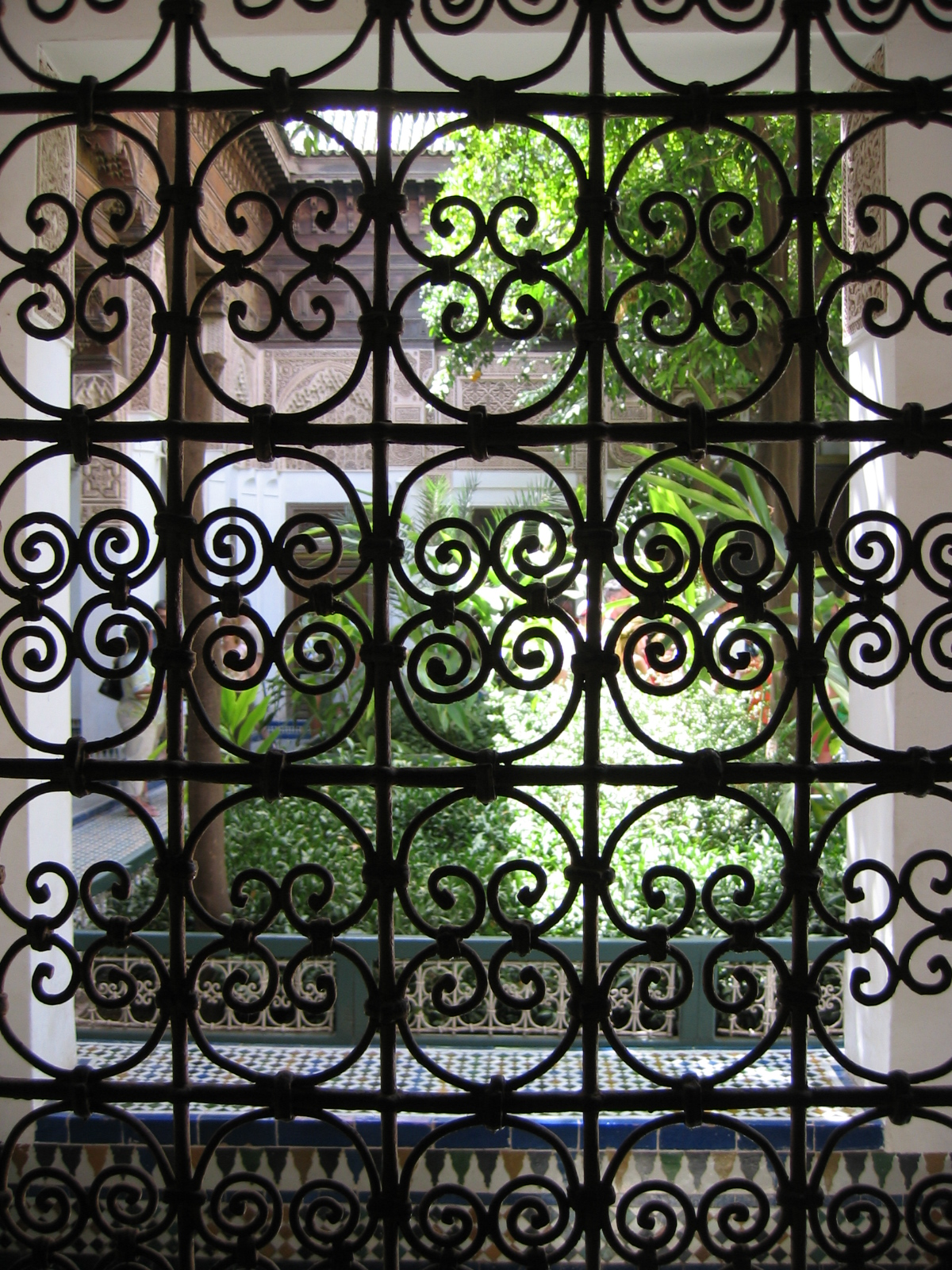
Moucharabieh
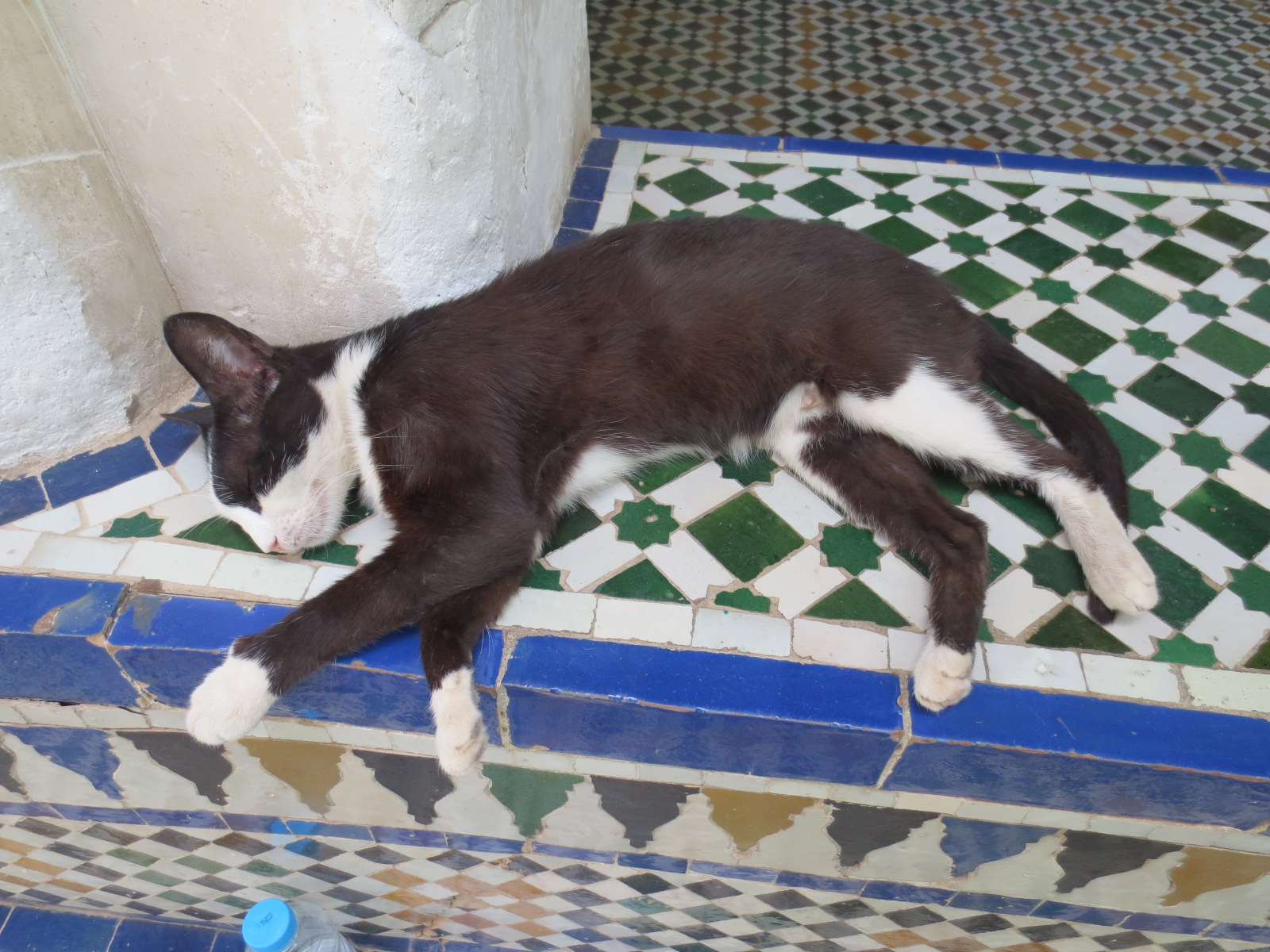
Zellige
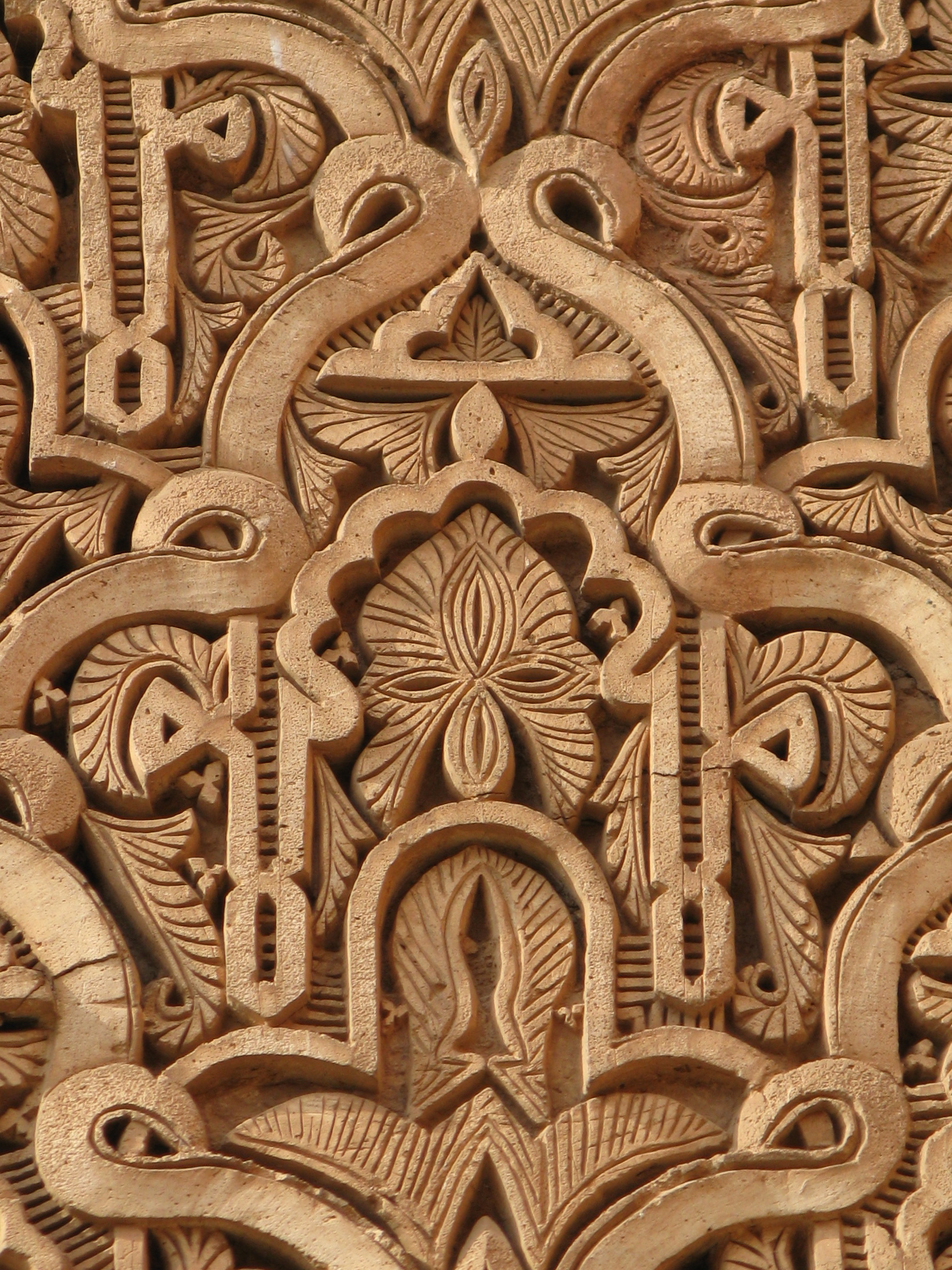
Sculpture
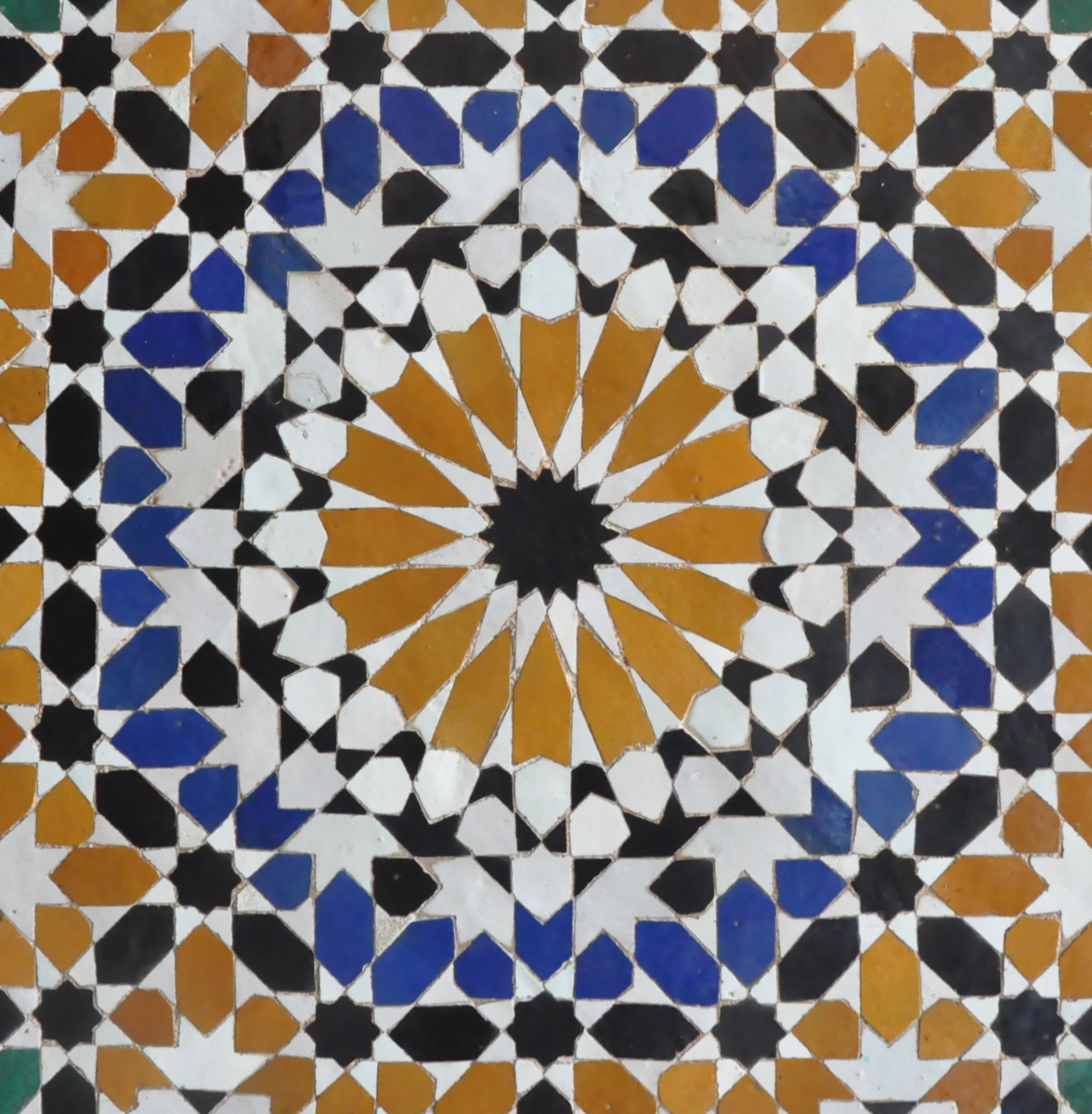
Zellige
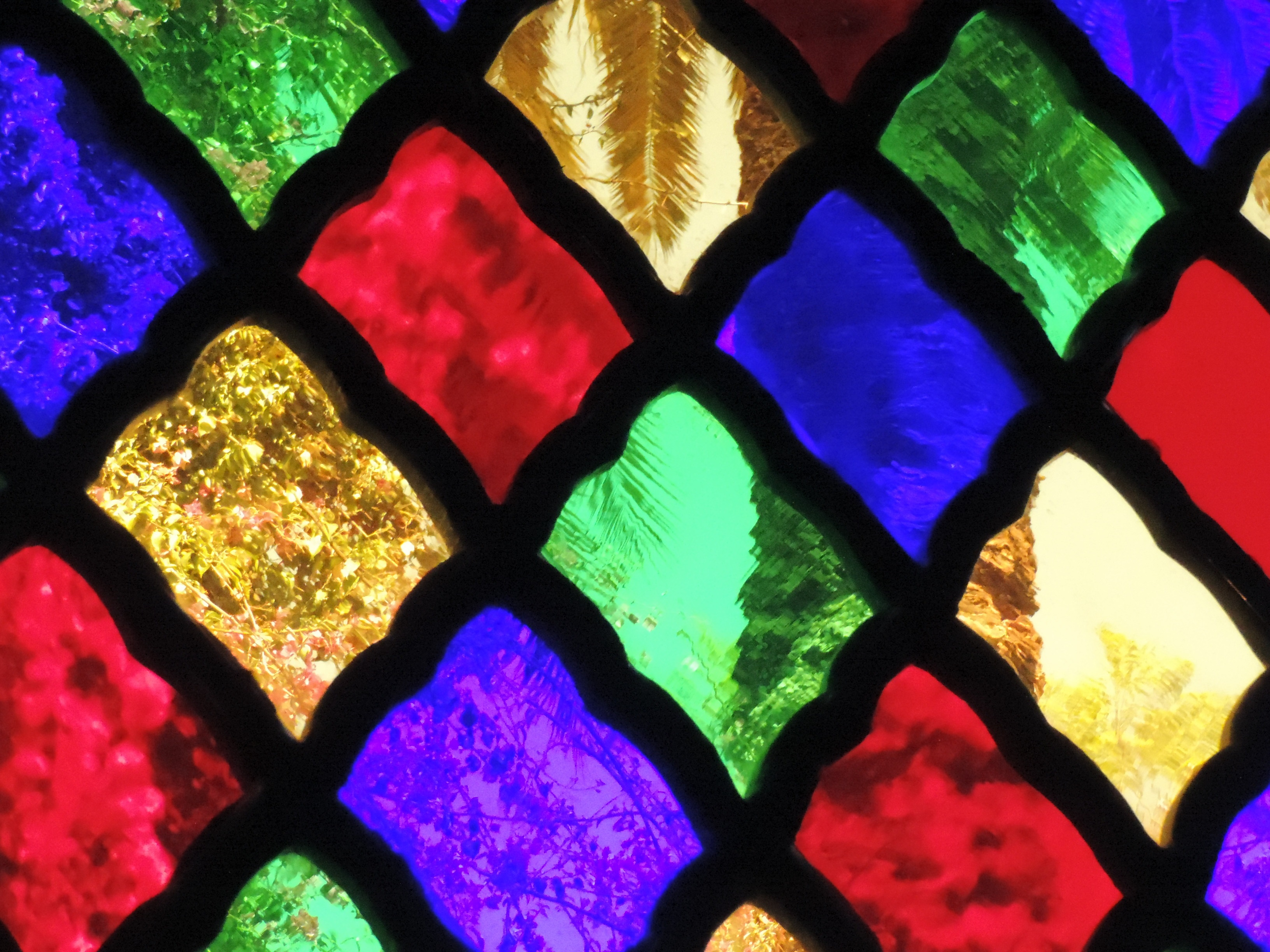
Vitrail
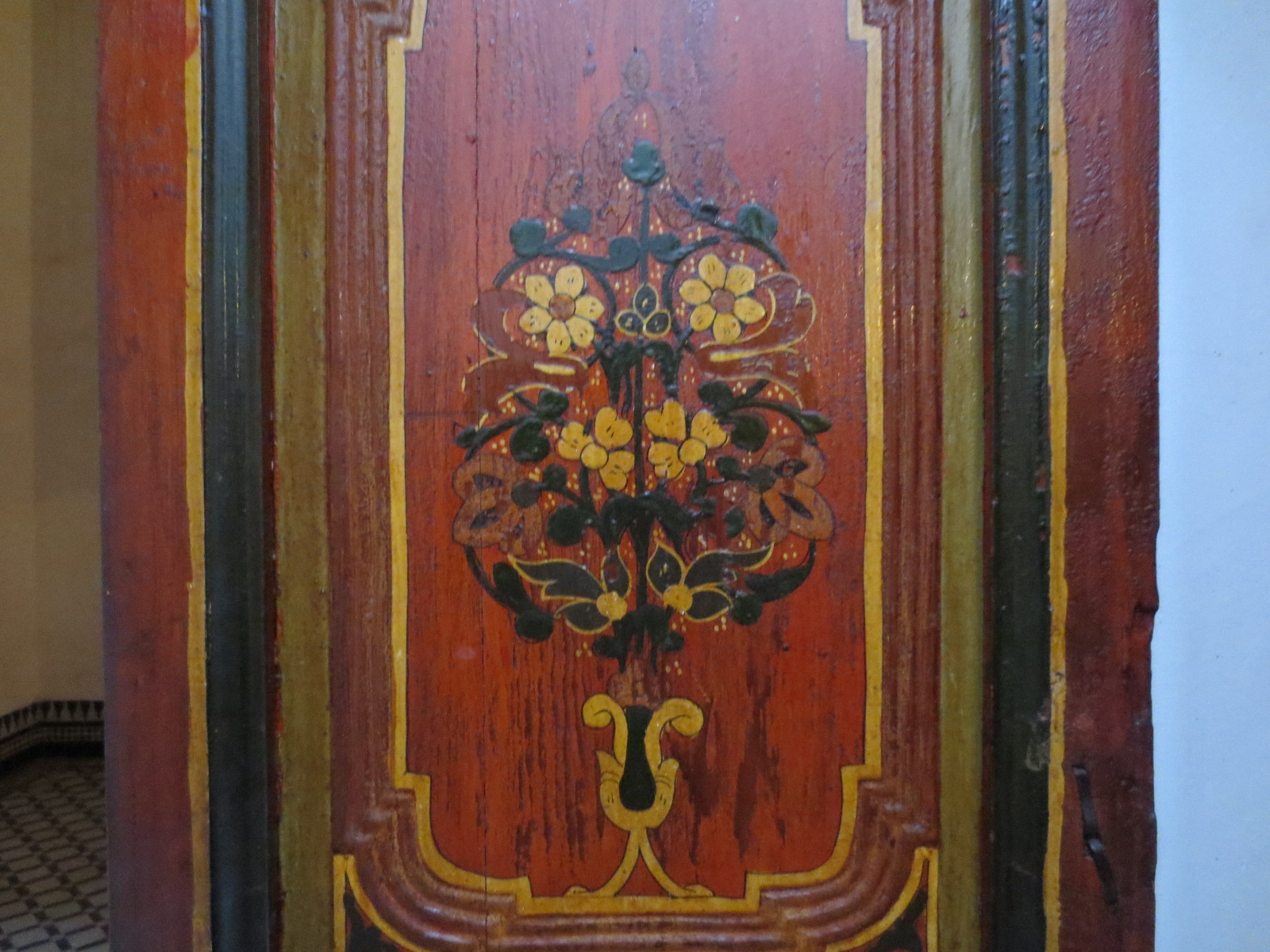
Peinture murale
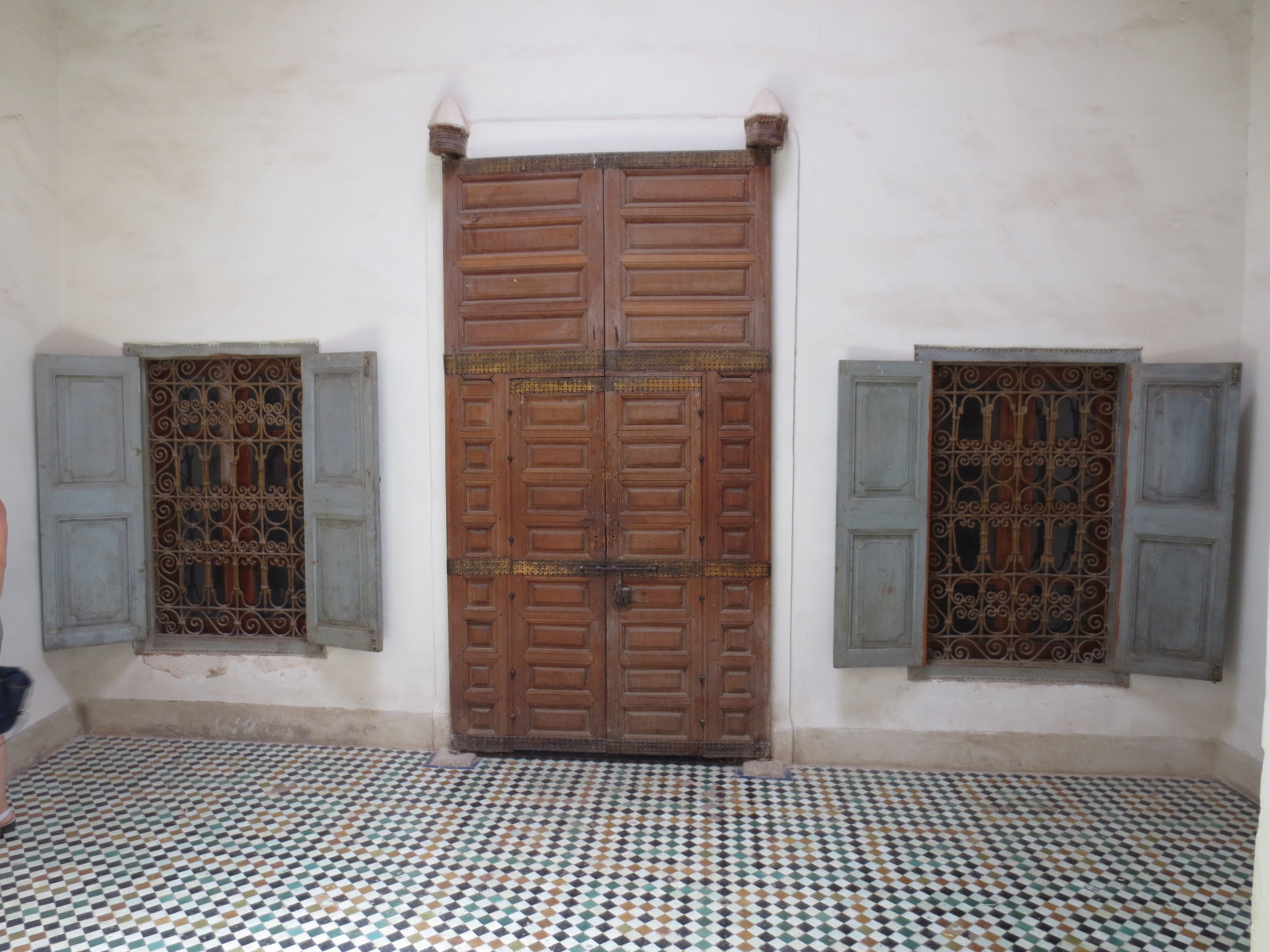
Portes et fenêtres Moucharabieh
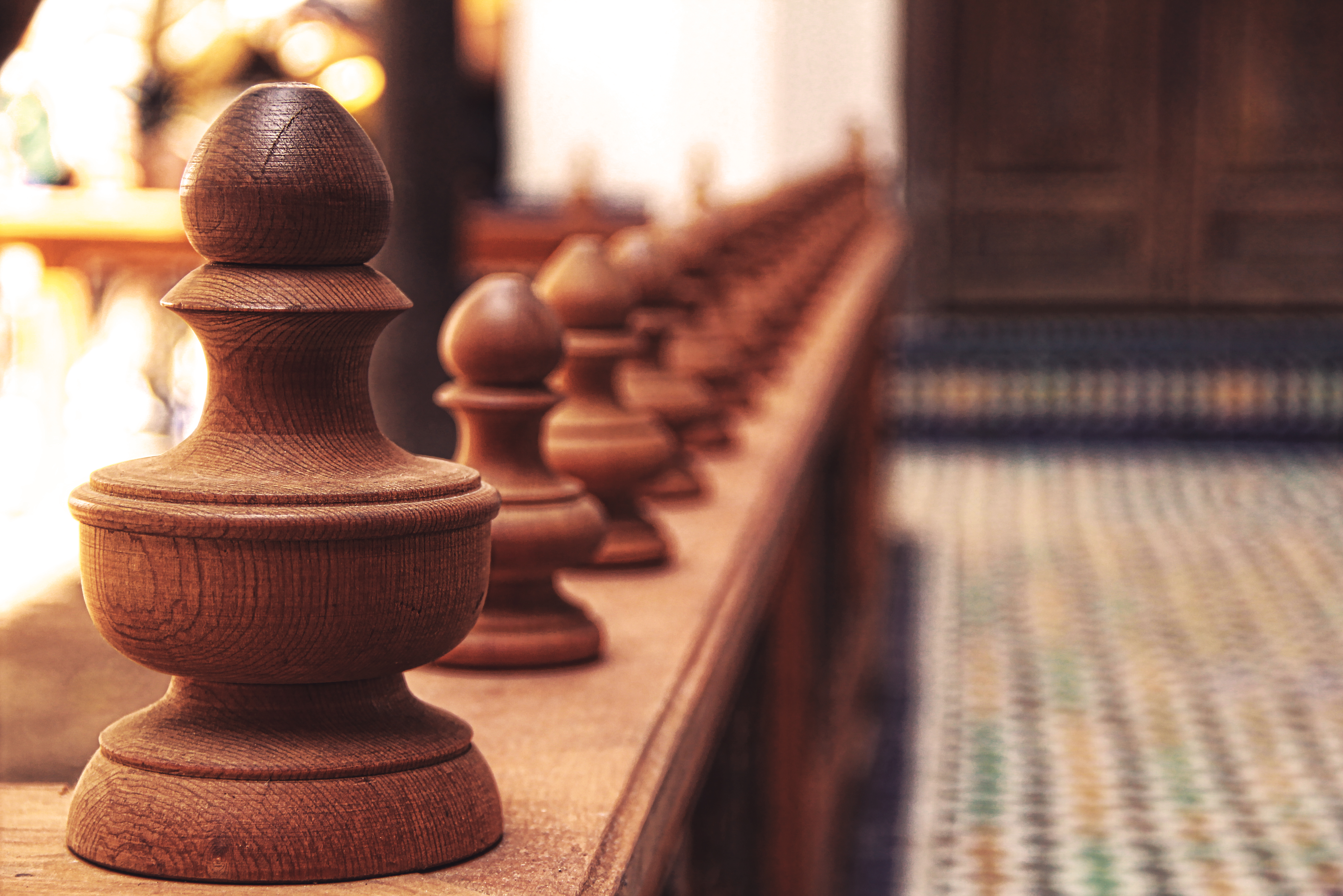
Balustrades de jardin.

Quelques plafonds sculptés et peints
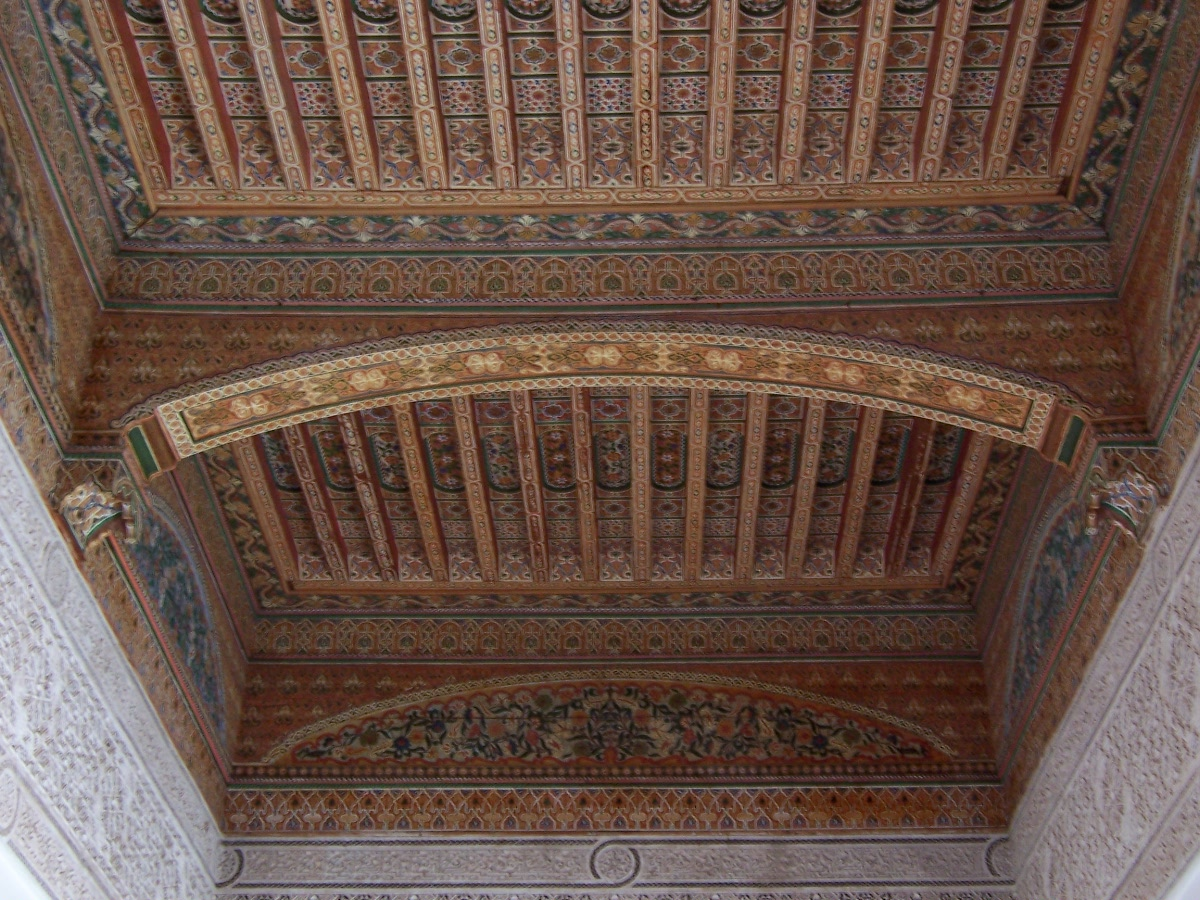
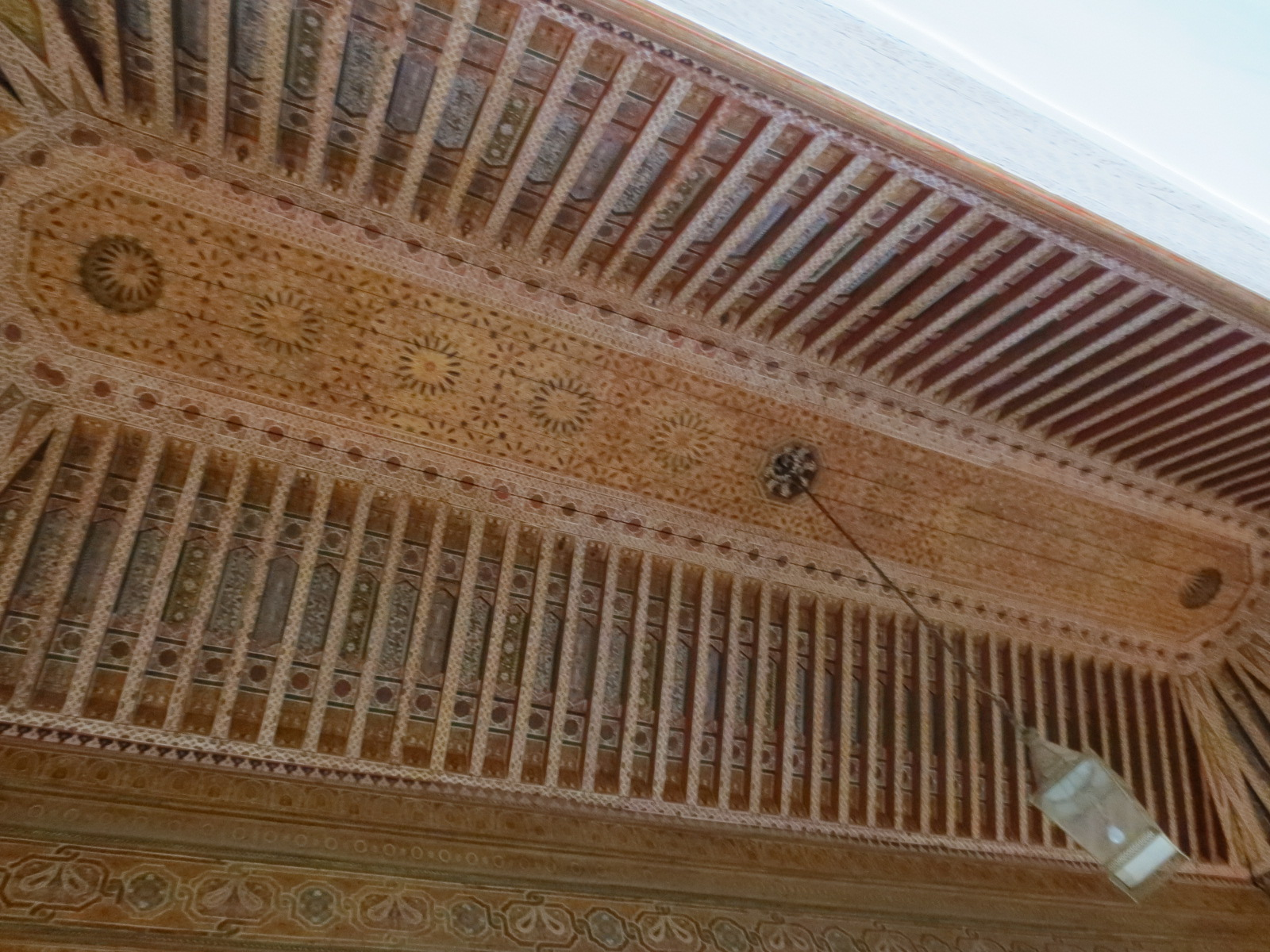
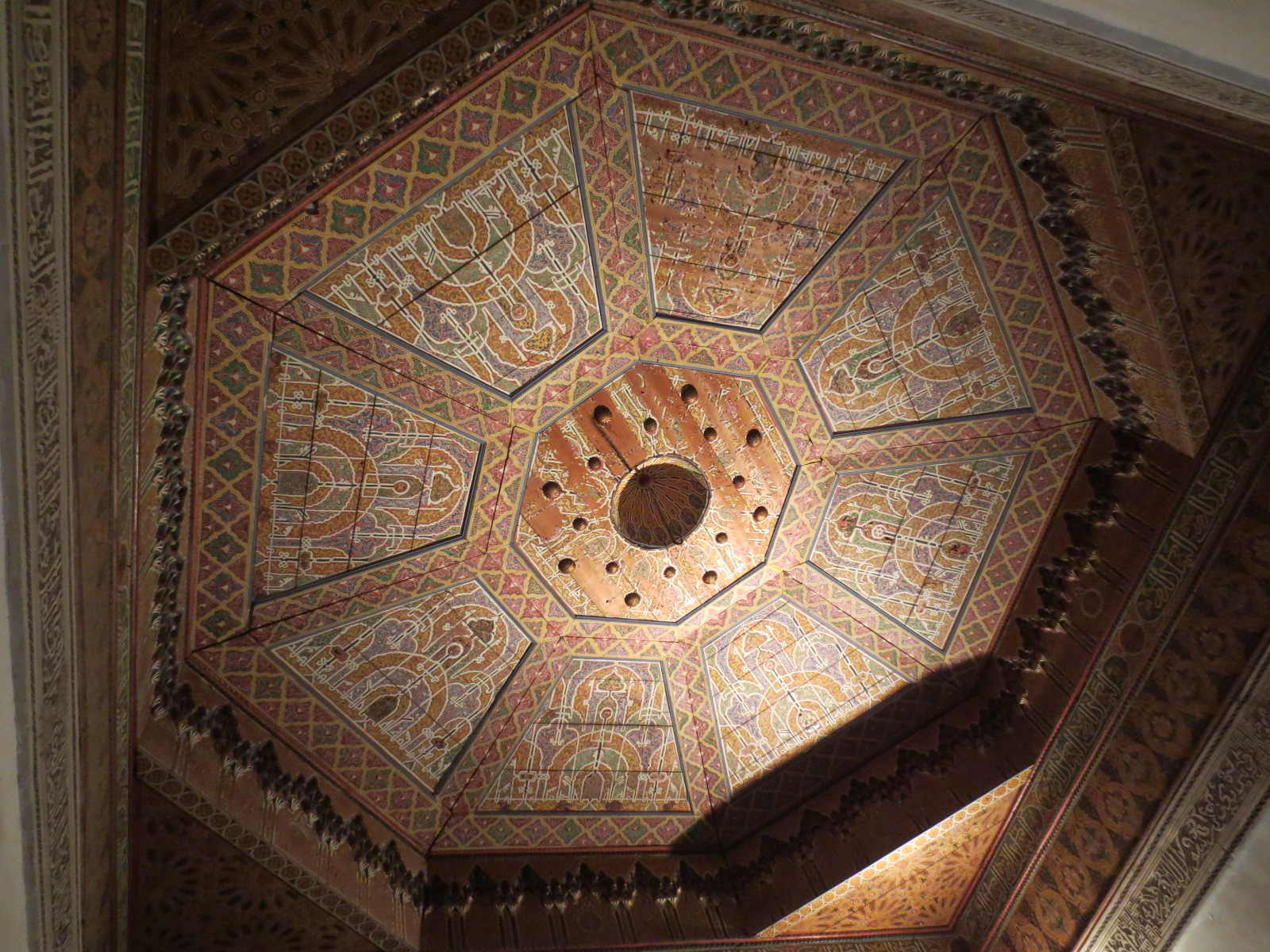
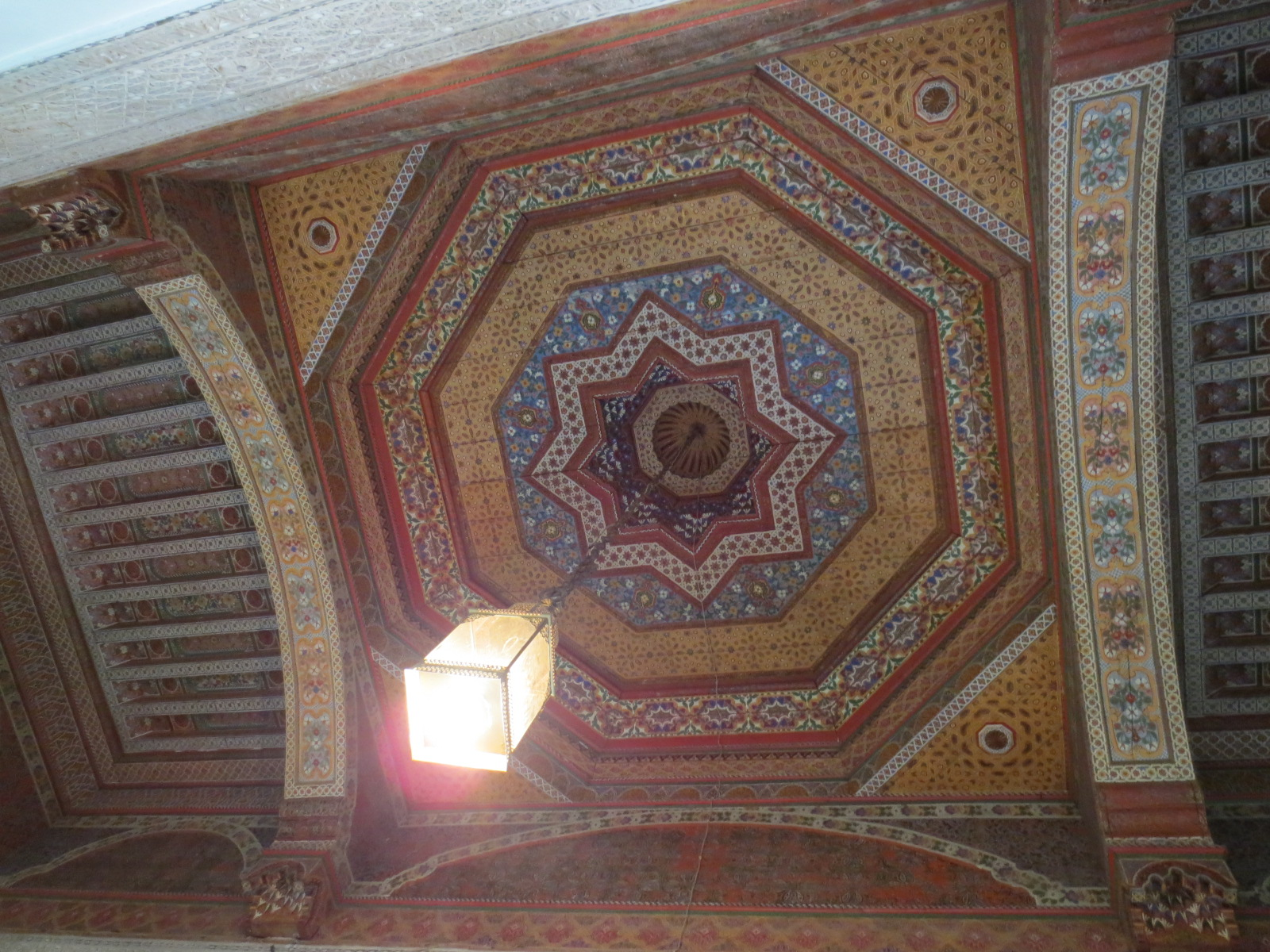
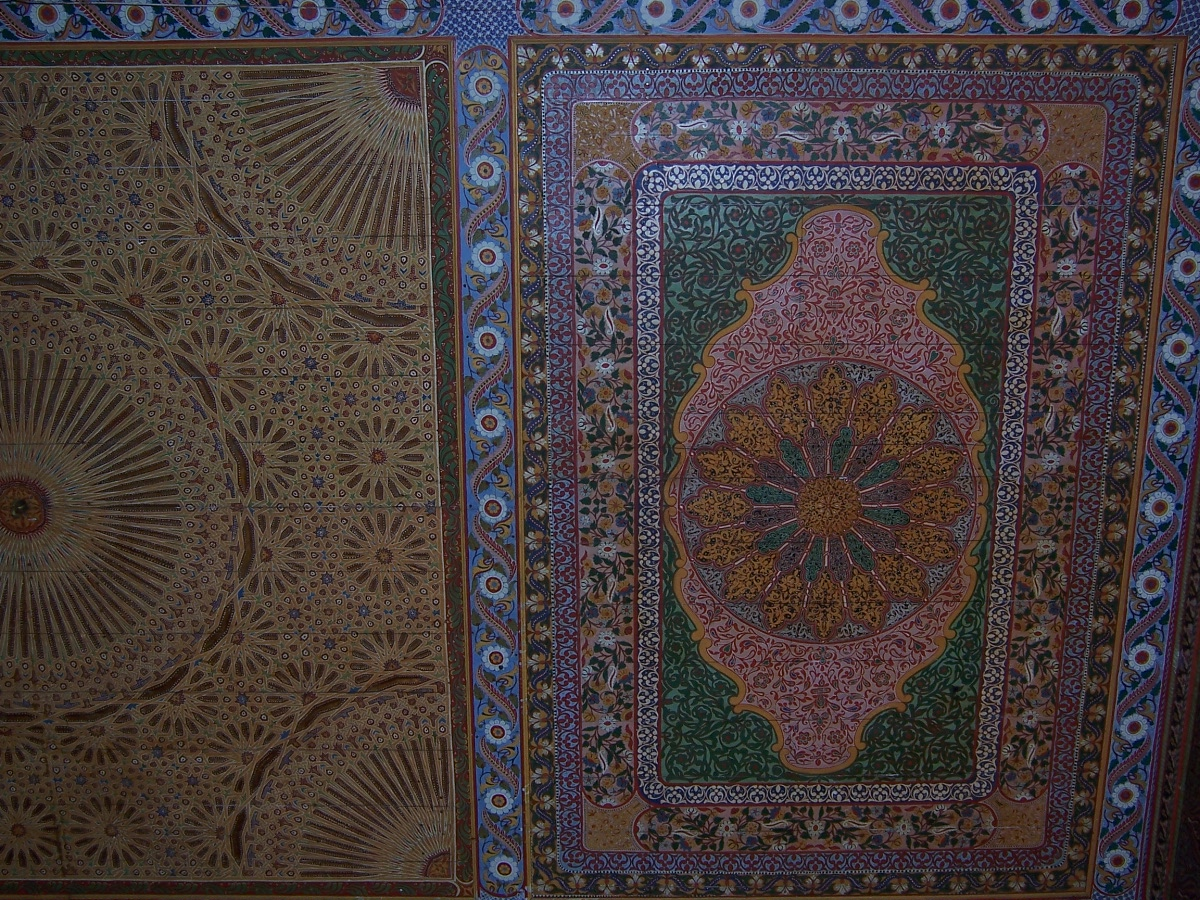
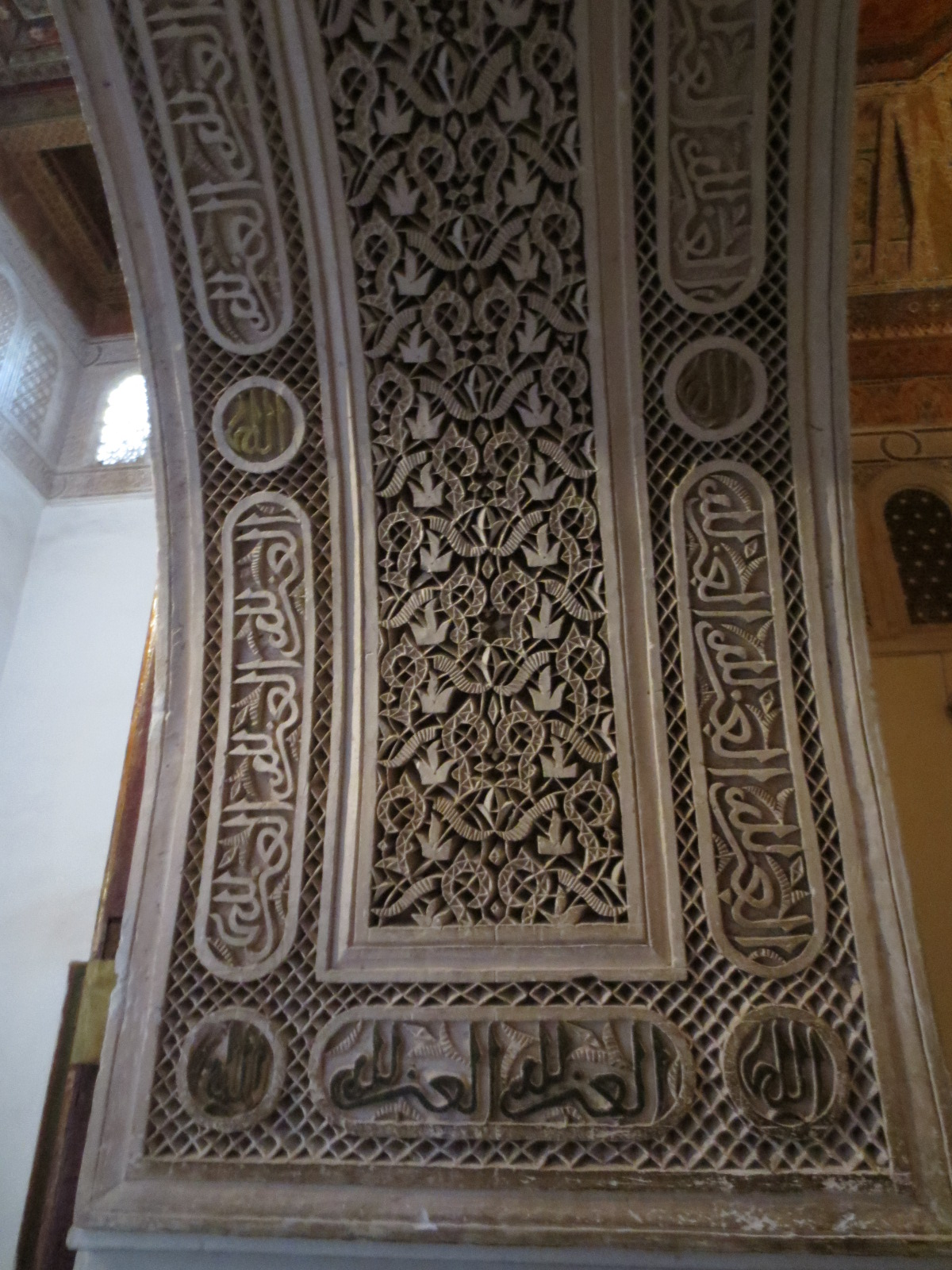
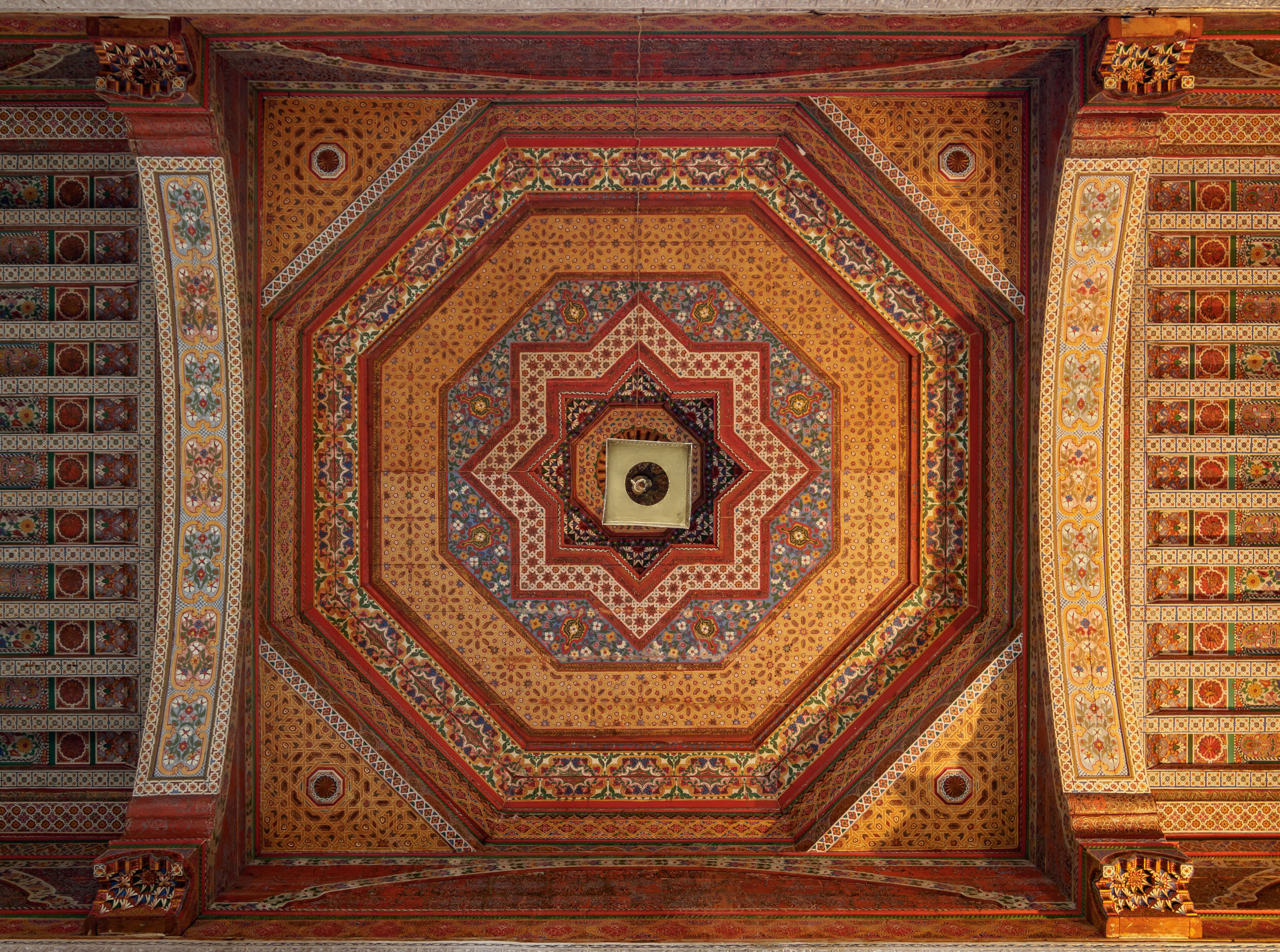

La Grande Cour
Au nord de la Grande Cour se trouve une autre vaste cour connue sous le nom de Grand Riad ou Grand Riad. Avec ses chambres adjacentes, il est la partie la plus ancienne du palais et date de l’époque du père de Ba Ahmed, Si Musa,.La cour est occupée, comme son nom l’indique, par un très grand jardin de riad qui est encore planté d’arbres du XIXe siècle. Le jardin est flanqué à l’est et à l’ouest par deux grandes salles avec une excellente décoration et une inscription qui date de leur construction à 1866-67.
| La galerie autour de la cour · Un aperçu du minaret de la mosquée du palais, vu de la Grande Cour à l’intérieur du palais Bahia "Labsate". |

## Au cinéma
- 1964 : Cent mille dollars au soleil, d'Henri Verneuil et Michel Audiard (scène finale dans la grande cour d'honneur, avec Jean-Paul Belmondo et Lino Ventura).